# Baréin
Baréin,  oficialmente Reino de Bahréin, (en árabe: مملكة البحرين‎, Mamlakat al-Baḥrayn) y anteriormente Estado de Bahréin, es un micro-Estado soberano insular asiático situado en la costa oeste del golfo Pérsico, cuya forma de gobierno es la monarquía constitucional. Su territorio está organizado en cinco gobernaciones y su capital es la ciudad de Manama. En el sitio oficial en español de la ONU aparece mencionado como «Bahrein».
El país se asienta en un archipiélago cuya mayor isla, Baréin, tiene 55km de largo por 18km de ancho. Al oeste se encuentra Arabia Saudita, país al que está conectado por un puente de 26 km llamado Calzada del Rey Fahd. Al sureste se encuentra la península de Catar, país del que lo separa el golfo de Baréin y al que se espera que en un futuro no muy lejano lo comunique un puente. En 2024 la población estimada de Baréin era de 1.61 millones de habitantes, de los cuales aproximadamente la mitad eran extranjeros.
Se cree que Baréin fue la cuna de la civilización Dilmún en la Antigüedad. En tiempos posteriores las islas pasaron a ser gobernadas por los imperios persas de los partos y los sasánidas. Sus habitantes fueron de los primeros en convertirse al islam, en el 628 d. C. Tras toda la Edad Media bajo dominio árabe, en 1521 los portugueses ocuparon las islas, aunque estos fueron expulsados en 1602 por el sah Abás el Grande del Imperio safávida. En 1783 la tribu Bani Utbah arrebató el control de las islas a la dinastía Kayar y desde entonces han estado gobernadas por la dinastía Al Jalifa. A finales del siglo XIX, después de la firma de varios tratados con los británicos, Baréin pasó a ser un protectorado del Reino Unido, situación que se prolongó hasta que el país europeo se retiró de la región en los años 1960 y el país proclamó su independencia en 1971. Formado inicialmente como Estado, Baréin se declaró reino en 2002. En 2011 comenzó en el país una rebelión inspirada por la Primavera Árabe, particularmente entre los chiíes, que son mayoría.
A fecha de 2023, Baréin tiene un Índice de Desarrollo Humano muy alto, con un valor de 0.899 y es considerado por el Banco Mundial como una economía con altos ingresos. El país es miembro de la Naciones Unidas, de la Organización Mundial del Comercio, de la Liga Árabe, del Movimiento de Países No Alineados y de la Organización para la Cooperación Islámica, además de ser miembro fundador del Consejo de Cooperación para los Estados Árabes del Golfo. En 2001, el Gobierno estadounidense de George W. Bush designó a Baréin como un aliado importante extra-OTAN.
En 1932 se descubrió petróleo en Baréin, el primer hallazgo de este tipo en el golfo Pérsico y fuente de gran riqueza, aunque desde finales del siglo XX el país ha tratado de diversificar su economía invirtiendo en el sector bancario y turístico para evitar depender en demasía de su crudo. La capital del país es sede de numerosas instituciones financieras como el Bahrain World Trade Center y el Bahrain Financial Harbour. El sitio arqueológico de Qal'at al-Bahrain (puerto y capital del antiguo pueblo de Dilmún) y todos los lugares y estructuras relacionados con la extracción de perlas en Baréin fueron designados Patrimonio de la Humanidad por la Unesco en 2005 y 2012, respectivamente. El Gran Premio de Baréin de Fórmula 1 se celebra anualmente en el Circuito Internacional de Baréin.

## Toponimia

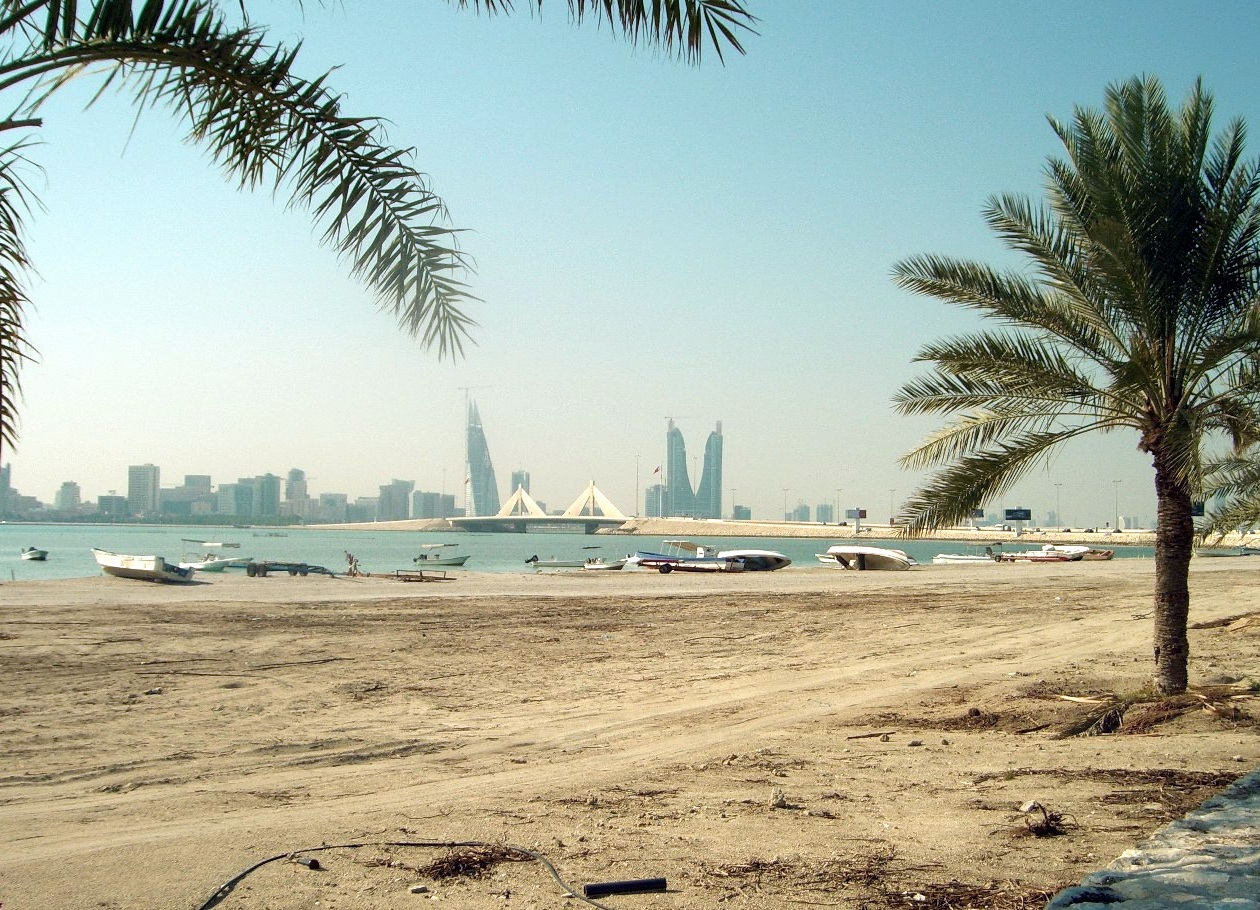
Zona costera de Bahréin.

Al-Bahrayn, البحرين, es el dual de bahr «mar», por lo cual el nombre se traduce como «los dos mares», si bien se ha lexicalizado como nombre femenino. Acerca de los mares, es posible que sean las bahías oriental y occidental de la isla, o bien la cualidad salada del agua marina y dulce de la capa freática.
El término aparece cinco veces en el Corán, pero no se refiere a la isla moderna, conocida originalmente por los árabes como Awal.
Dado que hasta el final de la Edad Media, el topónimo indicaba, además de la isla, toda la costa este de la península arábiga, los dos mares pueden ser el norte y el sur del golfo Pérsico.
En la actualidad, se considera que los "dos mares" de Baréin son la bahía al este y al oeste de la isla, los mares al norte y al sur de la isla, o el agua salada y dulce presente por encima y por debajo del suelo. Además de los pozos, hay zonas del mar al norte de Baréin en las que el agua dulce burbujea en medio del agua salada, como han observado los visitantes desde la antigüedad.

## Historia

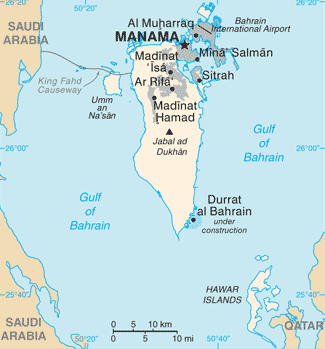
Mapa de Baréin, ubicado en el golfo de Baréin.

Baréin fue poblado desde tiempos prehistóricos. Su estratégica posición en el golfo Pérsico ha hecho que fuera controlada e influida por los asirios, babilonios, griegos, persas y finalmente por los árabes, con los que la población se convirtió al Islam.

### Época preislámica
El archipiélago fue conocido en tiempos antiguos como Dilmun, Tylos (nombre dado por los griegos). Adquirió las denominaciones Awal o Mishmahig cuando fue parte del Imperio persa, entre el s. VII a. C. y el s. III a. C. en tiempos de la dinastía Aqueménida.
Desde el s. III a. C. hasta la llegada del islam en el siglo VII, el país fue controlado por otros pueblos iranios de Partos y del Imperio sasánida. Hacia 250 a. C., la dinastía de Partos llegó a extender su poder en el golfo Pérsico hasta Omán. En el siglo III, los sasánidas controlaron la región extendiendo su dominio hasta la llegada de la fe musulmana en cuatro siglos más tarde, de modo que el archipiélago conformaba su provincia más meridional junto a las provincias saudíes del litoral sur del golfo Pérsico. Hasta la llegada del islam en 629, Baréin fue asimismo el centro del nestorianismo.

### Conversión al islam

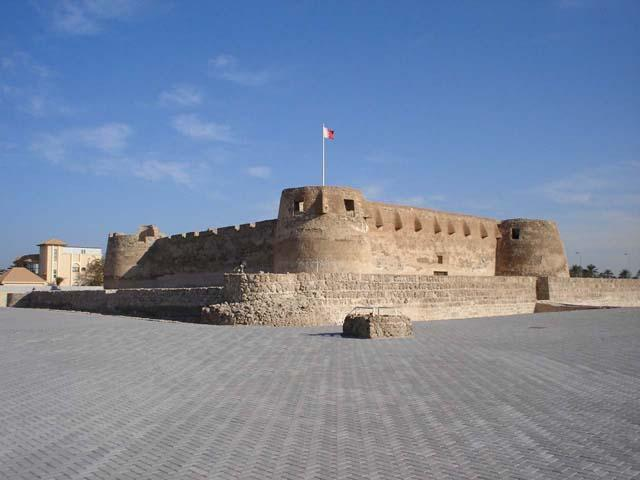
El Fuerte de Arad, construido antes de que los portugueses asumieran el control.

En 899, la secta milenaria ismailismana de los cármatas controló el país con el fin de crear una sociedad utópica basada en la distribución de todas las propiedades entre los iniciados, cobrando un tributo al califa de Bagdad y en 930 saqueando la Meca y Medina, llevándose la Piedra Negra de regreso a Al Ahsa. Según el historiador Al-Juwayni, la Piedra fue devuelta en 951. En ese proceso se quebró y se dividió en siete trozos.
En 976 los cármatas fueron derrotados por los abásidas y su desaparición llegó a manos de la dinastía uyuní de Al Hasa, que en 1076 se apropió del archipiélago en su conjunto, y mantuvo su poder hasta 1235, cuando las islas fueron brevemente gobernadas por la provincia persa de Fars.
En 1253 los beduinos usfúridas derrocaron la dinastía uyuní y controlaron la zona oriental de Arabia, incluyendo el archipiélago de Baréin. En 1330 las islas fueron tributarias de la ciudad de Ormuz, aunque en el ámbito local estuviesen dominadas por la dinastía Qatif.
Hasta la Baja Edad Media, el vocablo «Baréin» se refería a la región histórica de Baréin que incluía Ahsa y Qatif en la Provincia Oriental de Arabia Saudita, así como el archipiélago de Baréin. La región iba desde Basora hasta el estrecho de Ormuz en Omán.
A mediados del siglo XV las islas pasaron bajo el control de la dinastía jábrida asimismo basada en Ahsa, la cual gobernó la mayor parte de la región oriental de Arabia.

### Llegada de los europeos

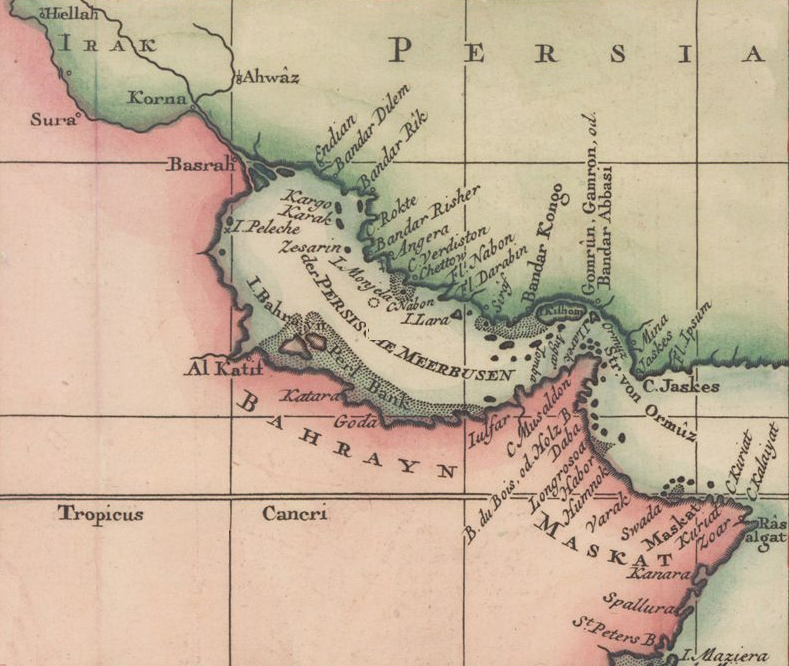
Mapa de 1745 de la región histórica de Baréin, zona sombreada del golfo Pérsico entre Persia (en verde) y Arabia (en rojo).

Las islas fueron ocupadas por Portugal en 1507, e invadidas en 1521, quienes controlaron el archipiélago durante ochenta años, durante los cuales dependieron del apoyo de los gobernadores persas sunitas. En 1602, los ibéricos fueron expulsados por Abás el Grande, quien declaró el chiismo como religión oficial. A pesar de mantener un activo intercambio diplomático con su homólogo el Rey Católico don Felipe III, Rey de España y de Portugal. Las islas siguieron bajo control iraní durante dos siglos. Durante ese período las islas sufrieron dos invasiones ibadíes desde Omán en 1717 y 1738.
En 1783 es gobernada por la dinastía árabe de los Al Jalifa ya como un jecato independiente separado de Persia. Debido a las pretensiones de Persia de recapturar las islas, se sometió en 1861 bajo protectorado británico, a cambio de protección y fue ratificado según los Tratados de 1880, 1892 y 1913. Aun así Irán reivindicó para sí la posesión del archipiélago, si bien renunció a sus pretensiones en 1970 y en 1980.[cita requerida]

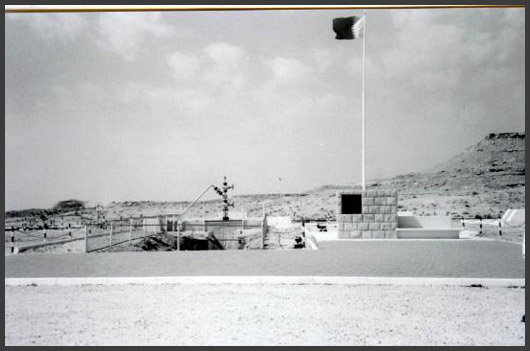
Una fotografía del primer pozo de petróleo en Baréin, con el primer petróleo extraído en 1931.

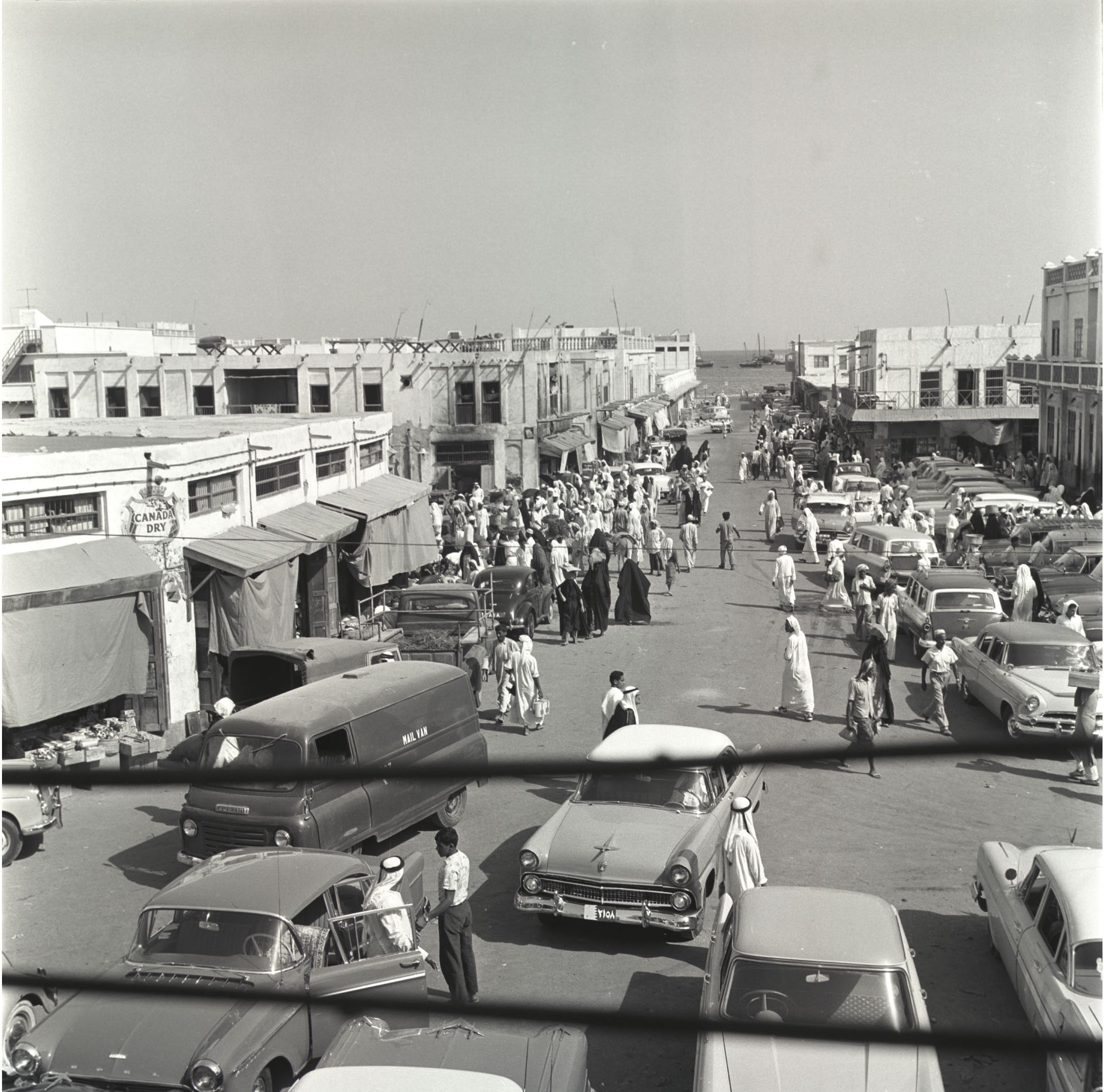
El zoco de Manama en 1965.

En 1932 se comienza a explotar el petróleo en la zona. En la década de 1950 comienzan a surgir movimientos de reivindicación nacionalista que reclamaban la independencia. En 1968 Baréin se integró en la Federación de Emiratos Árabes, desvinculándose de esta organización tres años después cuando se independizó del Reino Unido, con el que firmó un tratado de amistad. La dinastía de los Al Jalifa se mantuvo al frente del Estado, y el jeque asume el título de emir.
En junio de 1973 se promulgó una nueva constitución que dio lugar a la elección del primer parlamento democrático elegido por sufragio en el mes de diciembre. Pero, tras saltar un conflicto entre la asamblea y el Emir Isa bin Salmán Al Jalifa justo un año después, se disolvió la asamblea nacional. La constitución fue suspendida y todos los poderes fueron asumidos por el Emir Isa bin Salmán Al Jalifa.

### Consecuencias de la revolución iraní
La Revolución iraní iniciada en 1979 repercutió en el país en la década de 1980 debido al efecto que producía un poder suní sobre una población mayoritariamente chií. Como consecuencia de este hecho, en 1981 se creó el clandestino Frente Islámico para la Liberación de Bahréin e Irán reivindicó, de nuevo, algunas de las islas del emirato. Baréin firmó entonces un acuerdo de defensa con Arabia Saudí y entró a formar parte del Consejo de Cooperación del Golfo. En 1983 se permitió la formación de la organización sindical de los Trabajadores del Petróleo.
En los años 1990 creció la presión por reformas políticas, con protestas durante 1994 y 1995, a su vez en 1996 el Gobierno detuvo a 29 personas acusadas de estar implicadas en un complot para derrocar a la monarquía e instaurar una república islámica, acusando a Irán de esta conspiración.
En 1999 el emir Isa bin Salmán Al Jalifa murió y su hijo Hamad bin Isa Al Jalifa heredó el trono, permitiendo alcanzar una transición democrática en el país. En 2002 el emir asumió el trono como rey de Baréin.

### La Rebelión en Baréin de 2011-2012

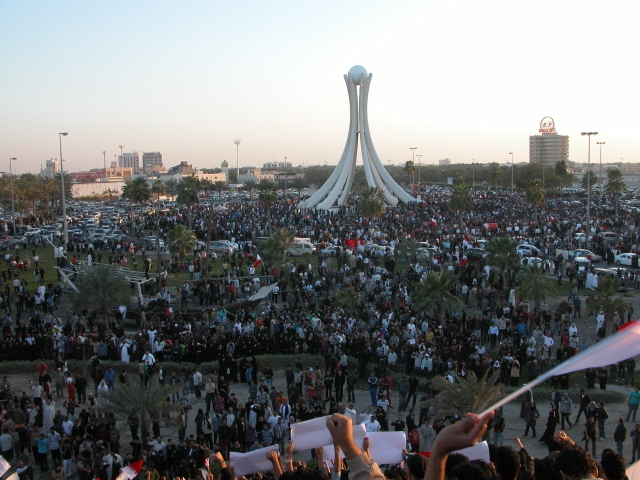
Manifestantes abarrotan la Plaza de la Perla de Manama el 15 de febrero de 2011, inicio de la Rebelión en Baréin de 2011-2012.

La rebelión en Baréin de 2011-2012 forma parte de las protestas en el mundo árabe las cuales se encuentran en curso desde principios del 2011. Estas se iniciaron con unas manifestaciones en las que se exigía mayor libertad política y respeto a los derechos humanos. Posteriormente, tras la sangrienta noche del 17 de febrero cuando se atacó a los manifestantes que dormían en la Plaza de la Perla en Manama, la capital del país, también se empezó a exigir el fin de la monarquía.

## Gobierno y política

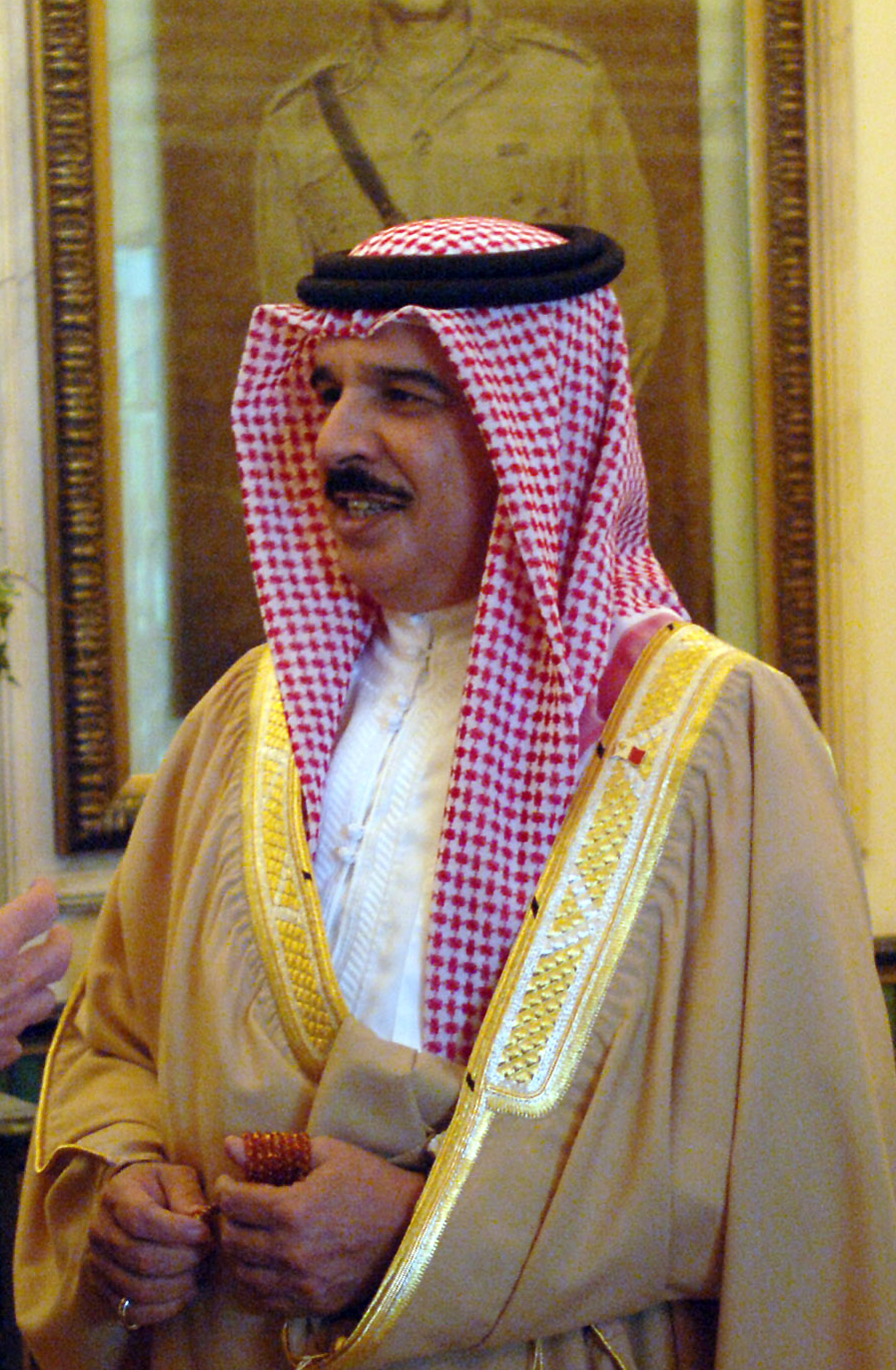
El rey Hamad bin Isa Al Jalifa.

Baréin es un estado árabe islámico independiente. Tras la primera constitución de 1973 que definía el estado como un emirato, la nueva constitución, aprobada el 14 de febrero de 2002, le da el nombre de Reino de Baréin, y la constituye como una monarquía constitucional con un parlamento bicameral.
En el orden práctico, Baréin es una monarquía hereditaria bajo el mandato de la familia Al Jalifa. El rey Hamad bin Isa Al Jalifa es el jefe de Estado y es sustituido por su hijo primogénito o por la persona que él designe dentro de la familia Al Jalifa. El primer ministro Salman bin Hamad bin Isa Al Jalifa es jefe del gobierno. La cámara alta del parlamento es nombrada por el rey y la cámara baja es elegida por sufragio universal.

### Elecciones
La Asamblea Nacional es bicameral: la cámara baja, la Cámara de Diputados, tiene 40 miembros elegidos en circunscripciones uninominales para un mandato de cuatro años. La cámara alta, el Consejo de la Shura, tiene 40 miembros nombrados por el rey de Baréin, con el objetivo declarado de dar voz a las comunidades minoritarias y a expertos tecnócratas en el proceso legislativo.
Los partidarios del sistema se remiten a democracias de larga tradición como el Reino Unido y Canadá, que funcionan con este bicameralismo, con una cámara alta designada y una cámara baja elegida. Quienes se oponen a este sistema señalan que, a diferencia de los sistemas bicamerales del Reino Unido y Canadá, el sistema bahreiní otorga a la cámara alta no elegida igual o más poder legislativo que a la cámara baja elegida, lo que permite al rey controlar toda la legislación. Los opositores también señalan que el sistema actual fue impuesto unilateralmente por el Rey, violando la Constitución de 1973 y un acuerdo firmado en 2001 con la oposición bahreiní.
El marco electoral de Baréin es injusto, con distritos electorales deliberadamente diseñados para infrarrepresentar a los chiíes, que constituyen la mayoría de la población ciudadana. El gobierno también ha trazado supuestamente los límites de los distritos para poner en desventaja a determinadas sociedades políticas, incluidos los grupos islamistas de izquierda y suníes. El organismo gubernamental encargado de administrar las elecciones no es independiente y está dirigido por el ministro de Justicia, miembro de la familia real.

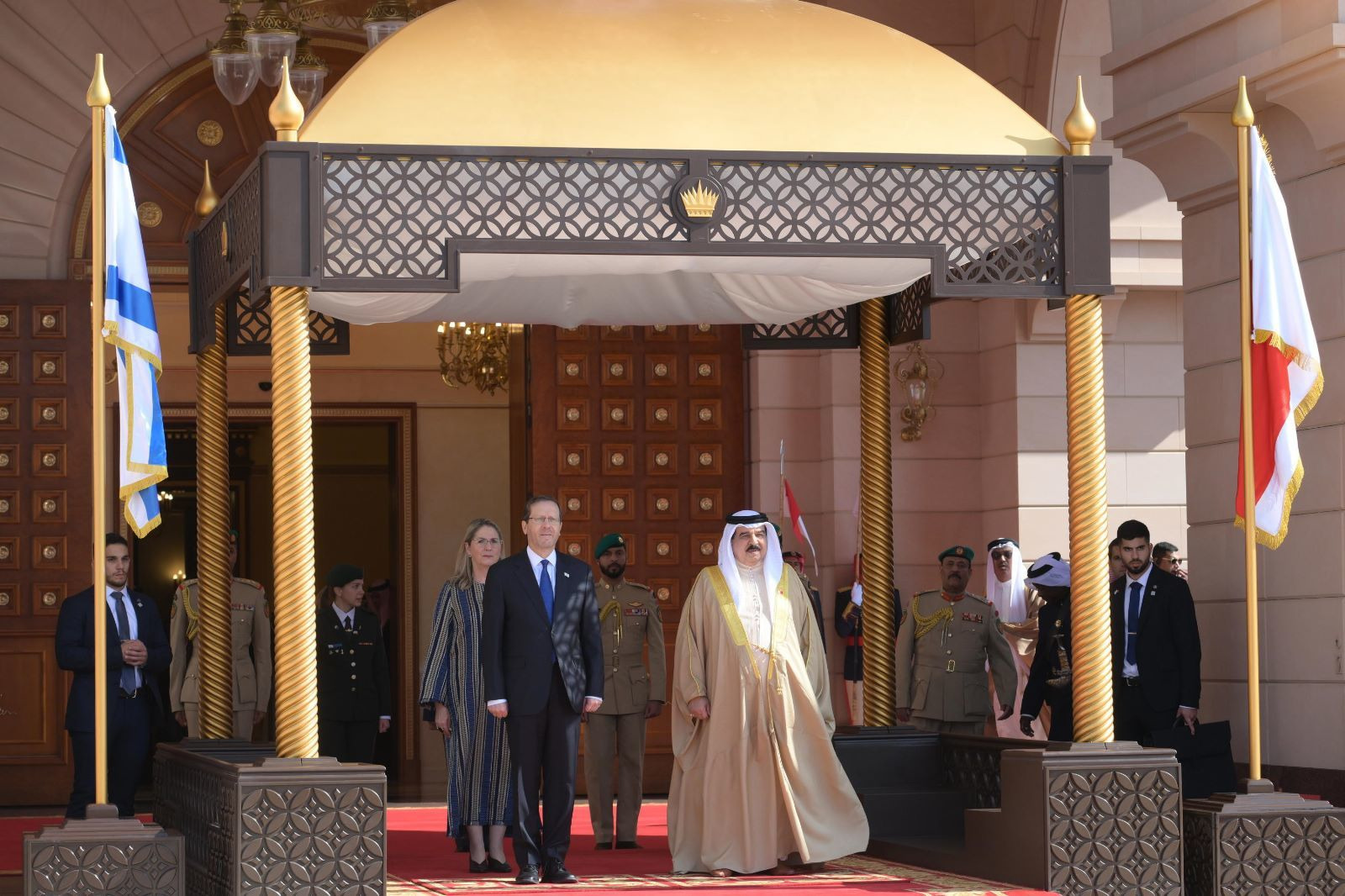
Visita del Presidente de Israel Isaac Herzog al Palacio de Al-Qudaibiya en Baréin

Nueve de las 40 circunscripciones se decidieron en la primera vuelta, y las otras 31 pasaron a una segunda vuelta. Según el gobierno, la participación electoral en la primera vuelta fue del 67%, un aumento respecto al 53% de las elecciones de 2014. Sin embargo, la oposición afirmó que la participación real no superó el 28%-30%.

### Derechos humanos
El periodo entre 1975 y 1999 vio un amplio rango de violaciones de los derechos humanos incluyendo arrestos arbitrarios, detenciones sin pruebas, tortura y exilio forzado. Después de que el Emir Hamad Al Khalifa (ahora rey) sucediese a su padre Isa Al Khalifa en 1999, introdujo amplias reformas y garantizó la aplicación de los derechos humanos. Estos movimientos fueron descritos por Amnistía Internacional como la representación de un "periodo histórico de derechos humanos".
Las condiciones de derechos humanos comenzaron a observar su declive en 2007 cuando la tortura comenzó a ser utilizada de nuevo. En 2011, el Observatorio de Derechos Humanos describió la situación de derechos humanos del país como "pésima". Por ello, Baréin perdió algunos de los altos ránquines internacionales que había obtenido previamente.
En 2011, Baréin fue criticada por sus cargas policiales en la Primavera Árabe. En septiembre, un informe de la Comisión de Investigación Independiente de Baréin gubernamental confirmó los informes de graves violaciones de los derechos humanos incluyendo la tortura sistemática. El gobierno prometió introducir reformas y evitar la repetición de los eventos sangrientos. Sin embargo, los informes de las organizaciones de derechos humanos Amnistía Internacional y el Observatorio de Derechos Humanos que publicaron en abril de 2012 decían que las mismas violaciones seguían teniendo lugar.
En materia de derechos humanos, respecto a la pertenencia a los siete organismos de la Carta Internacional de Derechos Humanos, que incluyen al Comité de Derechos Humanos (HRC), Baréin ha firmado o ratificado:
| Baréin | Tratados internacionales | Tratados internacionales  | Tratados internacionales | Tratados internacionales  | Tratados internacionales  | Tratados internacionales | Tratados internacionales  | Tratados internacionales | Tratados internacionales  | Tratados internacionales | Tratados internacionales  | Tratados internacionales | Tratados internacionales | Tratados internacionales | Tratados internacionales | Tratados internacionales  | Tratados internacionales    | Tratados internacionales |
| --- | ------------------------ | ------------------------- | ------------------------ | ------------------------- | ------------------------- | ------------------------ | ------------------------- | ------------------------ | ------------------------- | ------------------------ | ------------------------- | ------------------------ | ------------------------ | ------------------------ | ------------------------ | ------------------------- | --------------------------- | ------------------------ |
| Baréin | CESCR                    | CESCR                     | CCPR                     | CCPR                      | CCPR                      | CERD                     | CED                       | CEDAW                    | CEDAW                     | CAT                      | CAT                       | CRC                      | CRC                      | CRC                      | CRC                      | MWC                       | CRPD                        | CRPD                     |
| Baréin | CESCR                    | CESCR-OP                  | CCPR                     | CCPR-OP1                  | CCPR-OP2-DP               | CERD                     | CED                       | CEDAW                    | CEDAW-OP                  | CAT                      | CAT-OP                    | CRC                      | CRC-OP-AC                | CRC-OP-SC                | CRC-OP-CP                | MWC                       | CRPD                        | CRPD-OP                  |
| Pertenencia | Firmado y ratificado.    | Ni firmado ni ratificado. | Firmado y ratificado.    | Ni firmado ni ratificado. | Ni firmado ni ratificado. | Firmado y ratificado.    | Ni firmado ni ratificado. | Firmado y ratificado.    | Ni firmado ni ratificado. | Firmado y ratificado.    | Ni firmado ni ratificado. | Sin información.         | Sin información.         | Sin información.         | Sin información.         | Ni firmado ni ratificado. | Firmado pero no ratificado. | Sin información.         |
| Firmado y ratificado, firmado, pero no ratificado, ni firmado ni ratificado, sin información, ha accedido a firmar y ratificar el órgano en cuestión, pero también reconoce la competencia de recibir y procesar comunicaciones individuales por parte de los órganos competentes. |                          |                           |                          |                           |                           |                          |                           |                          |                           |                          |                           |                          |                          |                          |                          |                           |                             |                          |

### Derechos de las mujeres
Los derechos políticos de las mujeres en Baréin experimentaron una importante mejora cuando les fue garantizado el derecho a votar y participar en unas elecciones nacionales (por primera vez) en las elecciones de 2002. Sin embargo, ninguna mujer fue elegida en las elecciones de este año. En su lugar, Shī'a y los Islamistas Sunnī dominaron las elecciones, ganando colectivamente la mayoría de los escaños. En respuesta a la ausencia de mujeres, seis fueron designadas para el Consejo Shura, que también incluían representantes de las comunidades indígenas de cristianos y judíos del reinado. La Dra. Nada Haffadh se convirtió en la primera mujer ministra del país en su cargo al frente del Ministerio de Sanidad en 2004. El grupo de mujeres cuasigubernamental, el Consejo Supremo para las Mujeres, entrenaron a mujeres candidatas para tomar lugar en las elecciones generales de 2006. Cuando Baréin fue elegido para liderar la Asamblea General de las Naciones Unidas en 2006 designó a la abogada y activista por los derechos de las mujeres Haya bint Rashid Al Khalifa como presidenta de la Asamblea General de las Naciones Unidas, solo tres mujeres en toda la historia han liderado este organismo mundial. La activista feminista Ghada Jamsheer dijo "El gobierno utilizó los derechos de las mujeres como una herramienta decorativa a nivel internacional." Se refirió a las reformas como "artificiales y marginales" y acusó al gobierno de "perseguir las sociedades feministas no gubernamentales".
En 2006, Lateefa Al Gaood se convirtió en la primera mujer en ser elegida para la cámara de representantes de Baréin. El número se incrementó hasta cuatro en las elecciones de 2011. En 2008, Houda Nonoo fue designada embajadora de Estados Unidos convirtiéndose así en la primera embajadora judía de un país árabe. En 2011, Alice Samaan, una mujer cristiana fue designada embajadora en el Reino Unido.

### Fuerzas armadas

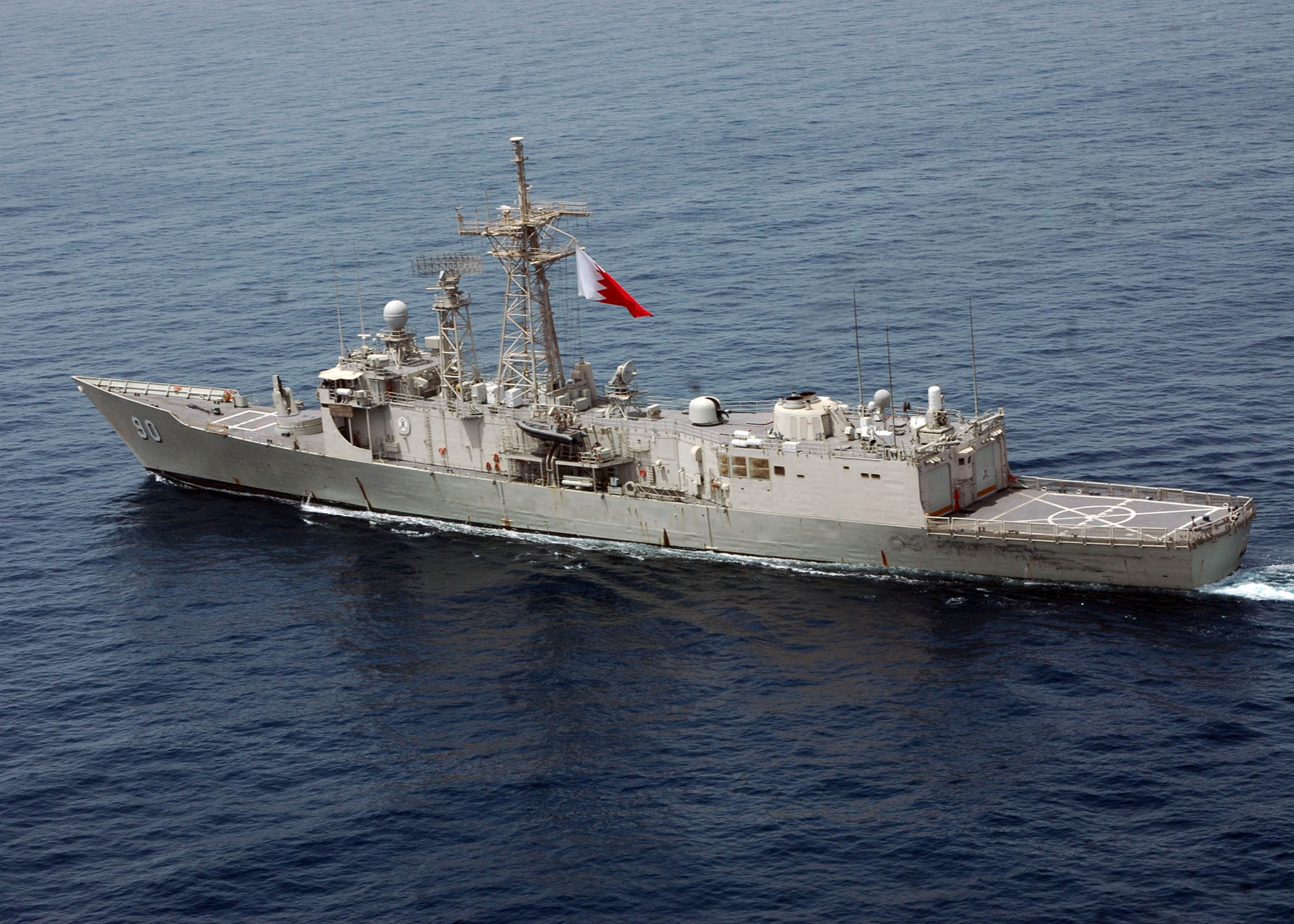
Fragata RBNS Sabha.

Las Fuerzas Armadas de Baréin cuentan fundamentalmente con material de origen estadounidense, como F16 Fighting Falcon, F5 Freedom Fighter, UH60 Blackhawk, tanques M60A3, y una fragata clase Oliver Hazard Perry llamada RBNS Sabha.
Los gobiernos de Baréin y de Estados Unidos han firmado acuerdos de cooperación gracias a los cuales el Ejército de Estados Unidos cuenta con una base en Juffair desde principios de los años 1990.

### Relaciones exteriores

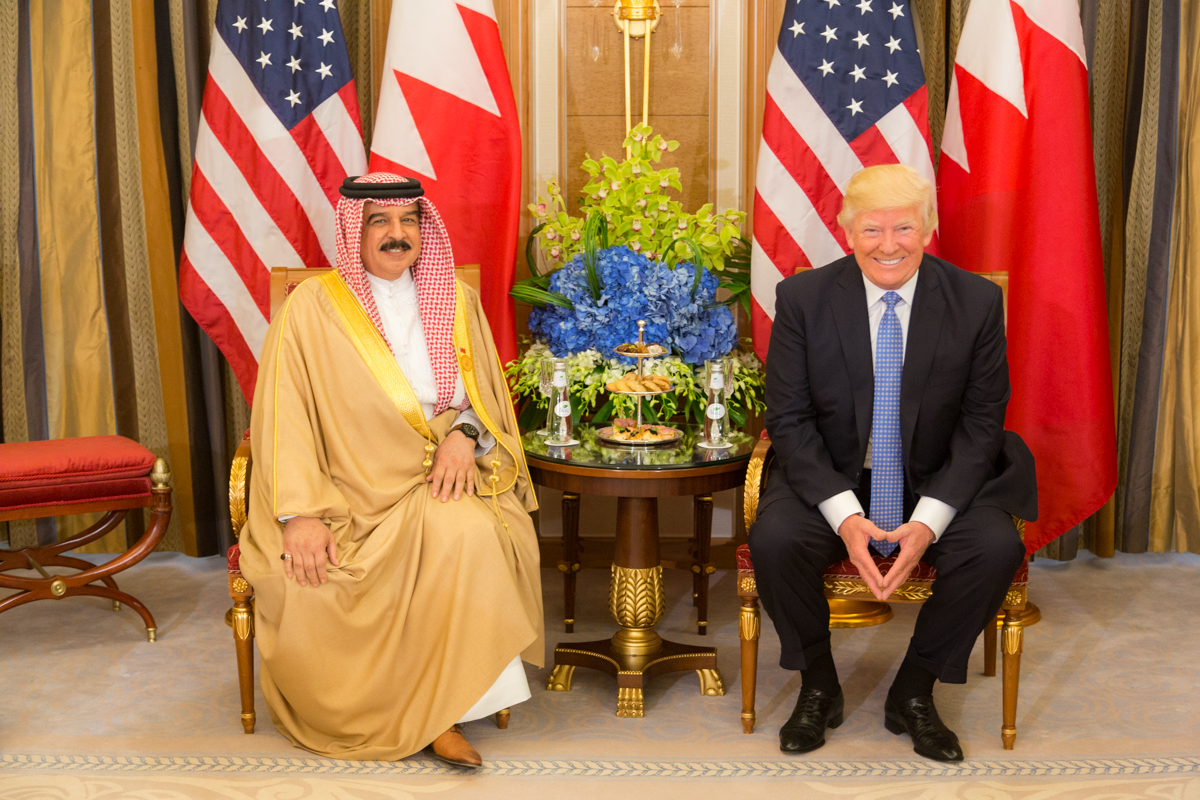
El rey Hamad bin Isa Al Khalifa se reúne con el presidente de los Estados Unidos, Donald Trump, mayo de 2017.

Baréin estableció relaciones bilaterales con 190 países de todo el mundo. A fecha de 2025, Baréin mantiene una red de 41 embajadas, 2 consulados acreditados a éste  en la Liga Árabe, las Naciones Unidas y la Unión Europea, respectivamente. En 2025, Baréin mantiene una red de más de 30 embajadas y 115 misiones diplomáticas alrededor del mundo. Baréin tiene un papel modesto en las políticas regionales y se adhiere a los puntos de vista de la Liga Árabe en lo que concierne a la paz de Oriente Medio y apoya la solución de los dos estados para resolver el conflicto israelí-palestino. Baréin es también uno de los miembros fundadores del Consejo de Cooperación para los Estados Árabes del Golfo. Las relaciones con Irán tienden a ser tensas a causa de un golpe de Estado fallido en 1981 del que Baréin acusa a Irán de ser el culpable. Asimismo, otra razón es la existencia de ocasionales reclamaciones de soberanía iraní realizadas por diversos ultra-conservadores.
La monarquía bahreiní está alineada con sus dos vecinos, protectores y dadores de orden, Arabia Saudí y EAU. Sin embargo, sus relaciones con Arabia Saudí se deterioraron momentáneamente en 2004 tras la firma por parte de Baréin de un tratado de libre comercio con Estados Unidos sin consultar previamente al Consejo de Cooperación del Golfo (CCG), que agrupa a las seis monarquías de la península arábiga y que se supone que gestiona dichos tratados. En represalia, Arabia Saudí suspendió durante varios meses el pago de los ingresos del yacimiento petrolífero de Abu Safah, que comparten ambos países. Baréin se unió a la coalición militar liderada por Arabia Saudí en Yemen en 2015 y al bloqueo contra Catar en 2017.
Baréin mantiene estrechas relaciones con el Reino Unido, su antigua potencia colonial. El Reino Unido tiene una base naval en el archipiélago, mantiene la cooperación en materia de seguridad y lo apoya diplomáticamente, celebrando ritualmente sus "progresos en materia de derechos humanos" durante décadas.
Baréin e Israel concluyeron en 2020 un acuerdo, bajo la égida de Estados Unidos, para normalizar sus relaciones. Baréin es el cuarto país árabe -después de Egipto, Jordania y los Emiratos Árabes Unidos- que concluye un acuerdo de este tipo con el Estado judío. Este acuerdo fue considerado como una "puñalada por la espalda" por la Autoridad Palestina. Posteriormente, el jefe del Mossad israelí se reunió con altos funcionarios bahreiníes para reforzar sus relaciones en materia de seguridad e inteligencia. Este acercamiento fue en general un éxito. Este acercamiento fue generalmente rechazado por la población y condenado por los partidos de la oposición al régimen.
Baréin alberga la Quinta Flota de Estados Unidos.

## Organización territorial

### Gobernaciones por Densidad de población 2023
| Código | Gobernación | Población/km² | Mapa |
| ------ | ----------- | ------------- | ---- |
| 01     | Capital     | 6,611.11      |      |
| 02     | Central     |               |      |
| 03     | Muharraq    | 3,772.19      |      |
| 04     | Norte       | 2,802.33      |      |
| 05     | Sur         | 648.19        |      |

## Geografía
Baréin es un emirato de la costa oriental de la península arábiga, en el golfo Pérsico situado entre los paralelos 25°32" y 26º20" de latitud Norte y los meridianos 50°20" y 50°50" de longitud Este.

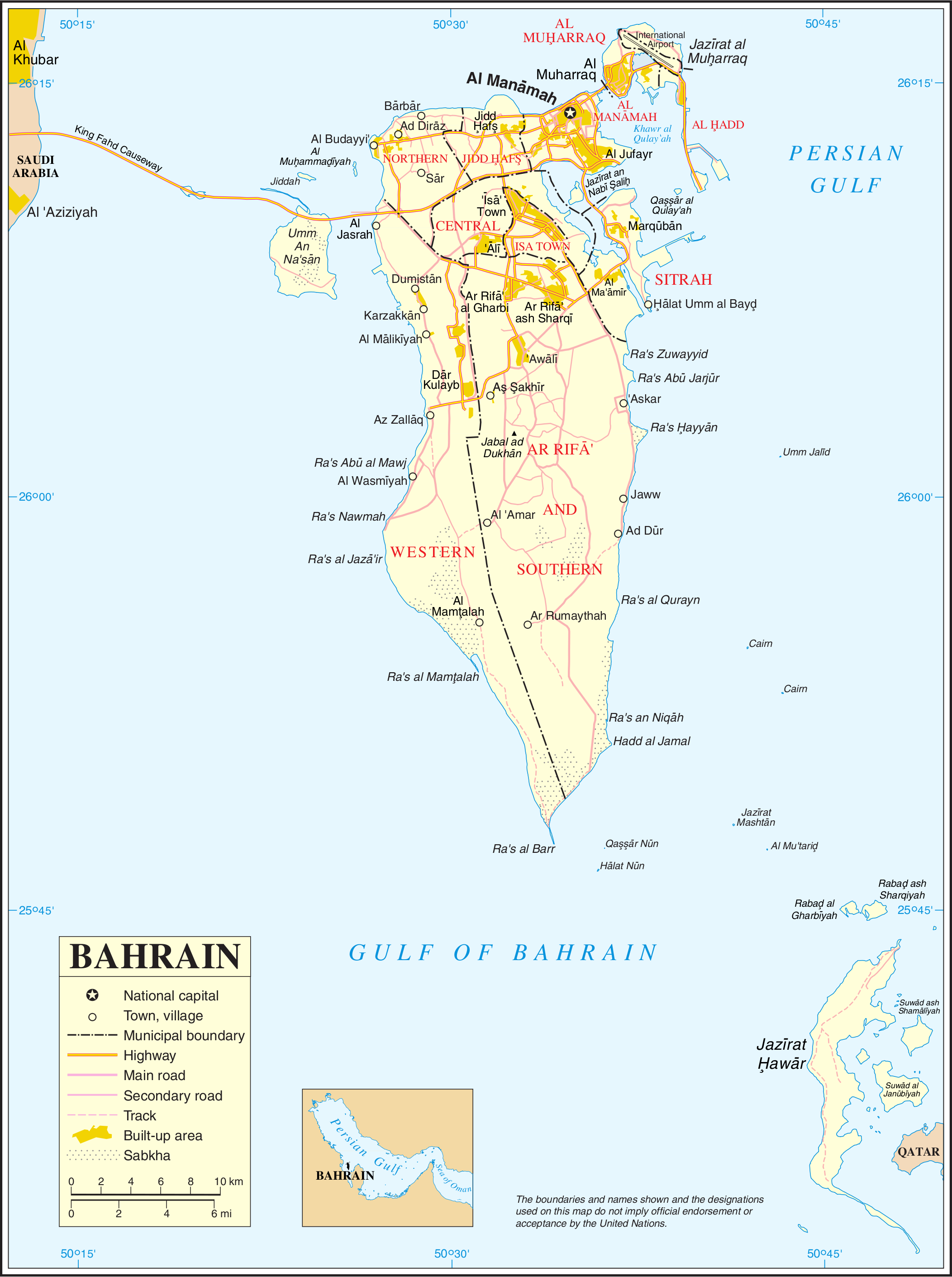
Mapa de Baréin. En el extremo superior izquierdo se encuentra la Calzada del Rey Fahd.

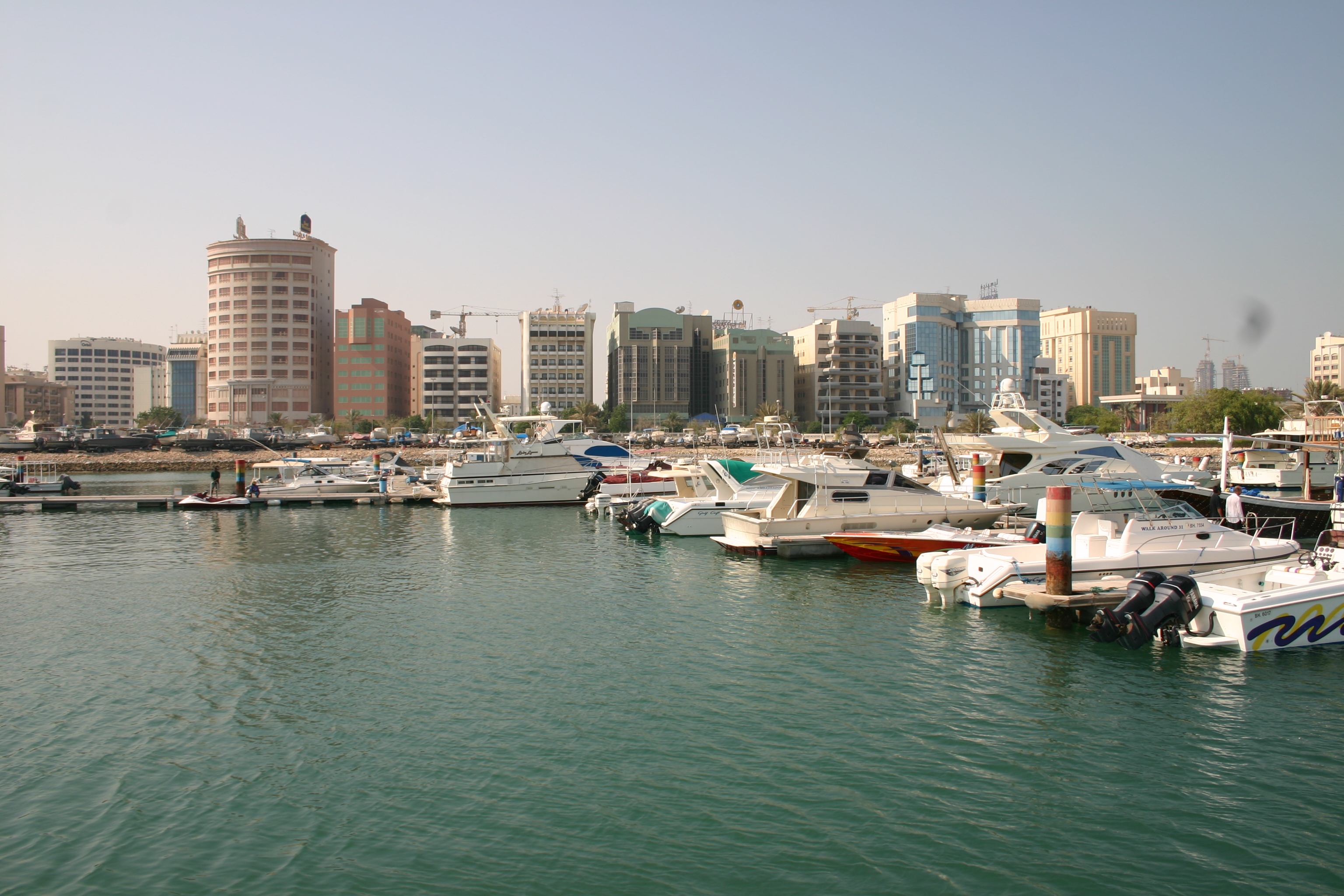
Manama, capital de Baréin.

Está constituido por un archipiélago de 33 islas, de las cuales las principales son: la isla de Baréin, donde se encuentra la capital, Manama, con un tamaño de 48 km de norte a Sur y 16 km de este a oeste suponiendo el 85% de la superficie total del estado; y la cercana isla de Muharraq (de 56 km²) unida a la anterior por una carretera elevada sobre una escollera frente a Manama.
Otras islas de menor importancia son las islas Hawar con 50 km², frente a la costa de Catar (país que reclama la soberanía de las mismas); la desierta isla de Umm Na'san (en la costa occidental de Baréin), con 19 km², unida con la isla de Baréin y Arabia Saudita con la Calzada del Rey Fahd; y la isla de Sitrah de 10 km² situada en la costa oriental en donde se concentra una importante industria, la isla está conectada por una carretera elevada a la isla de Baréin.

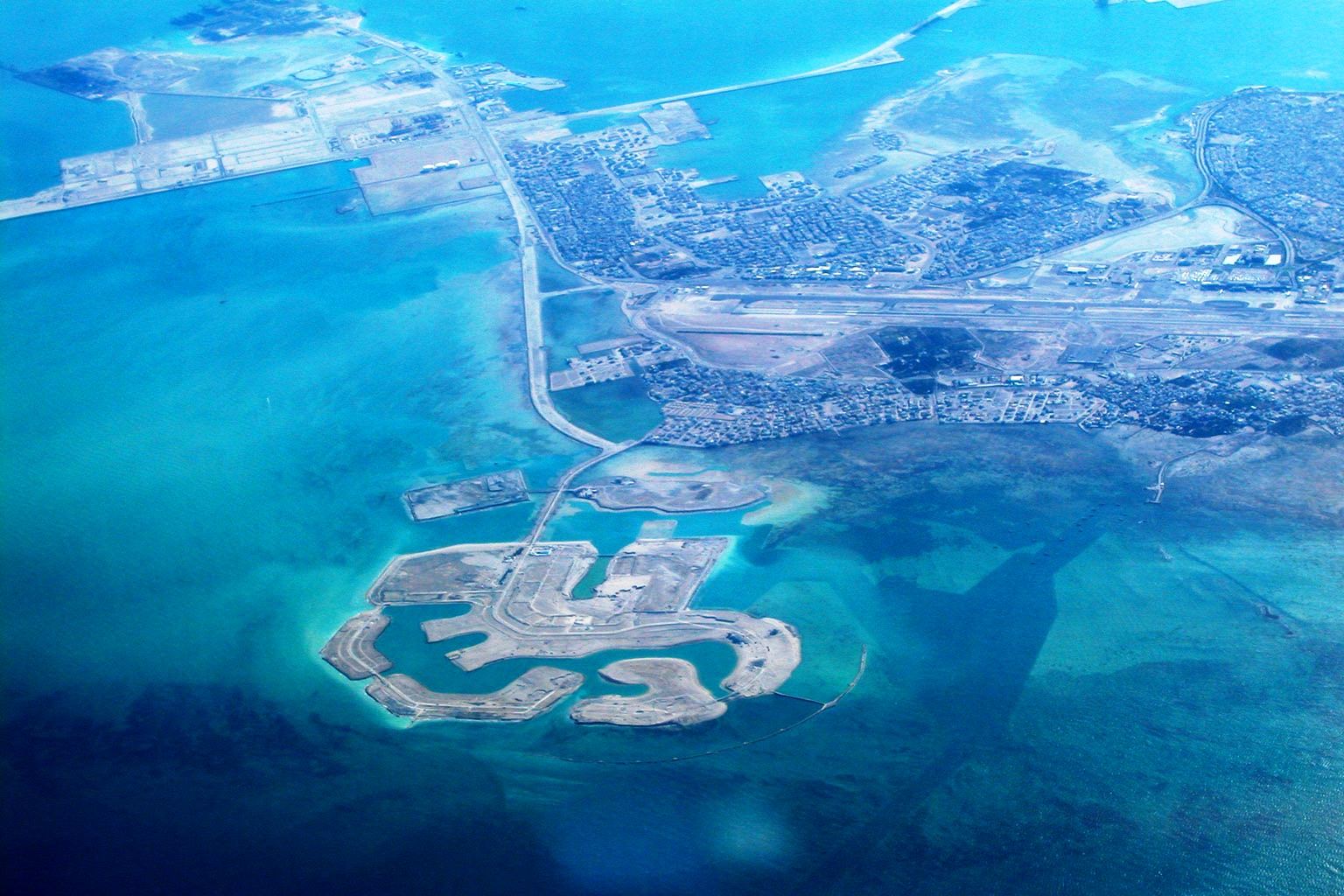
Las islas Amwaj y Muharraq desde el aire.

Baréin no tiene montañas de importancia exceptuando el Jabal ad-Dukhan o (en español Montaña de Humo) llamada así por el aspecto que presenta los días de altas temperaturas y húmedos. Este pico es la mayor altitud del archipiélago con 137 m s. n. m., y está situado en el centro de la isla de Baréin. Baréin se encuentra en el golfo pérsico.
Solo las tierras al norte y noroeste de esta montaña son aprovechables para la agricultura de datileras y huertos, gracias a la utilización de pozos artesianos, manantiales y plantas desalinizadoras. El resto son desérticas con algunos pequeños pantanos. Ecológicamente, WWF clasifica Baréin dentro de la ecorregión denominada desierto y semidesierto del golfo Pérsico.
En cuanto al clima, los inviernos pueden considerarse fríos con lluvias dispersas (74 mm/año), duran de diciembre a febrero y el clima se ve influenciado por sistemas de bajas presiones del Mediterráneo que viajan hacia el este por el golfo. Los veranos son calientes y con gran humedad con temperaturas entre 38 y 42°C y humedades relativas entre el 67 y el 82%.

### Clima
El clima es caluroso y húmedo. El mejor periodo abarca los meses comprendidos entre noviembre y abril, durante los que la canícula da paso a un tiempo más fresco. La media de las temperaturas es de 15 °C y el desierto recibe suaves lluvias. El calor intenso comienza en mayo y dura hasta octubre. La temperatura media es de 38 °C, aunque se pueden sobrepasar fácilmente los 43 °C. Las lluvias son inexistentes, y las noches frías.
| Parámetros climáticos promedio de Manama         | Parámetros climáticos promedio de Manama | Parámetros climáticos promedio de Manama | Parámetros climáticos promedio de Manama | Parámetros climáticos promedio de Manama | Parámetros climáticos promedio de Manama | Parámetros climáticos promedio de Manama | Parámetros climáticos promedio de Manama | Parámetros climáticos promedio de Manama | Parámetros climáticos promedio de Manama | Parámetros climáticos promedio de Manama | Parámetros climáticos promedio de Manama | Parámetros climáticos promedio de Manama | Parámetros climáticos promedio de Manama |
| Mes                                              | Ene.                                     | Feb.                                     | Mar.                                     | Abr.                                     | May.                                     | Jun.                                     | Jul.                                     | Ago.                                     | Sep.                                     | Oct.                                     | Nov.                                     | Dic.                                     | Anual                                    |
| ------------------------------------------------ | ---------------------------------------- | ---------------------------------------- | ---------------------------------------- | ---------------------------------------- | ---------------------------------------- | ---------------------------------------- | ---------------------------------------- | ---------------------------------------- | ---------------------------------------- | ---------------------------------------- | ---------------------------------------- | ---------------------------------------- | ---------------------------------------- |
| Temp. máx. media (°C)                            | 20.0                                     | 21.2                                     | 24.7                                     | 29.2                                     | 34.1                                     | 36.4                                     | 37.9                                     | 38.0                                     | 36.5                                     | 33.1                                     | 27.8                                     | 22.3                                     | 30.1                                     |
| Temp. mín. media (°C)                            | 14.1                                     | 14.9                                     | 17.8                                     | 21.5                                     | 26.0                                     | 28.8                                     | 30.4                                     | 30.5                                     | 28.6                                     | 25.5                                     | 21.2                                     | 16.2                                     | 23.0                                     |
| Precipitación total (mm)                         | 14.6                                     | 16.0                                     | 13.9                                     | 10.0                                     | 1.1                                      | 0                                        | 0                                        | 0                                        | 0                                        | 0.5                                      | 3.8                                      | 10.9                                     | 70.8                                     |
| Días de precipitaciones (≥ 1 mm)                 | 2.0                                      | 1.9                                      | 1.9                                      | 1.4                                      | 0.2                                      | 0                                        | 0                                        | 0                                        | 0                                        | 0.1                                      | 0.7                                      | 1.7                                      | 9.9                                      |
| Fuente: Organización Meteorológica Mundial (ONU) |                                          |                                          |                                          |                                          |                                          |                                          |                                          |                                          |                                          |                                          |                                          |                                          |                                          |

### Biodiversidad

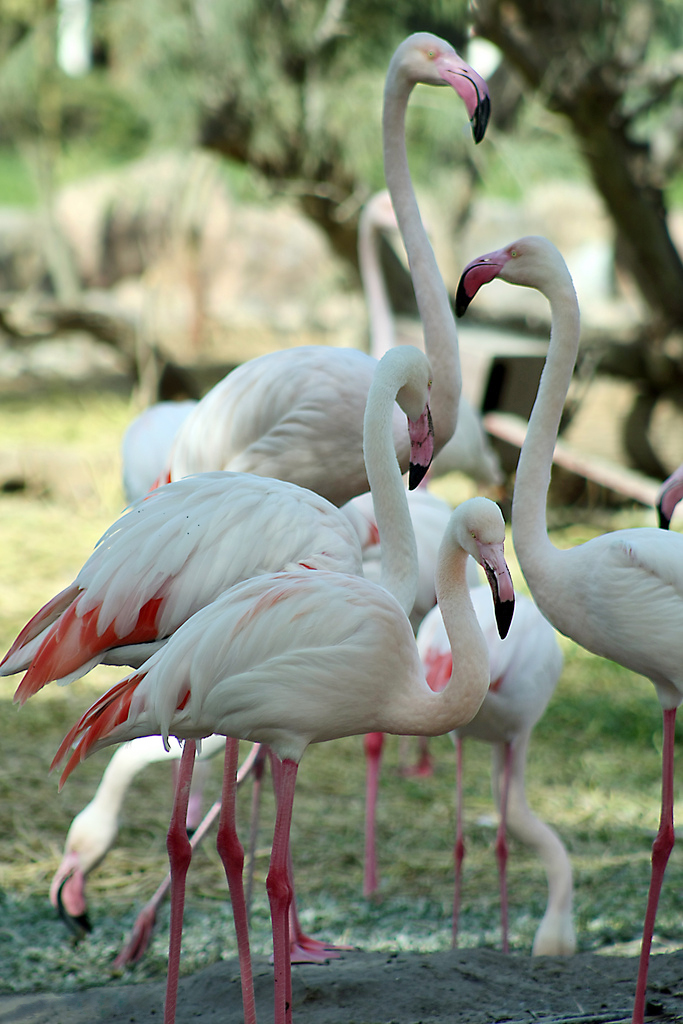
Flamencos comunes (Phoenicopterus roseus) son residentes en Baréin.

Más de 330 especies de pájaros están registrados en el archipiélago de Baréin, 26 especies de ellas son endémicas del país. Millones de aves migratorias pasan por la región del golfo en los meses de invierno y otoño. Una de las especies en peligro mundial, Chlamydotis undulata, es una migratoria habitual en el otoño. Las múltiples islas y tranquilas aguas de Baréin son de vital importancia para la alimentación de la especie de ave Phalacrocorax nigrogularis, más de 100.000 parejas de estas aves han sido registradas en las islas Hawar.
Solo dieciocho especies de mamíferos han sido descubiertos en Baréin, animales como las Gacelas, conejos del desierto y erizos son comunes en la vida salvaje pero el Oryx árabe ha sido cazado hasta su práctica extinción en la isla. 25 especies de anfibios y reptiles han sido registradas así como 21 especies de mariposas y 307 especies de flora. Los biotopos marinos son diversos e incluyen amplias extensiones de pradera marina y llanuras de marea, amplios arrecifes de coral así como atolones. Las praderas marinas son importantes emplazamientos de alimentación para algunas especies presentes como los dugongos y las tortugas verdes marinas. En 2003, Baréin prohibió la captura de vacas marinas, tortugas marinas y delfines dentro de sus aguas territoriales.
El Área Protegida de las Islas Hawar proporciona terrenos con una alta calidad de alimentos para una amplia variedad de aves marítimas migratorias, siendo reconocido internacionalmente como un lugar de migración de las aves. La colonia de cormoranes Socotra en las islas Hawar es la mayor del mundo, y las manadas de dugongos del archipiélago forman el segundo mayor grupo de dugongos tras el presente en Australia.
Baréin tiene designadas cinco áreas protegidas, cuatro de las cuales son entornos marinos. Estas son:
- Islas Hawar
- Isla Mashtan, a las afueras de la costa de Baréin.
- Bahía Arad, en Muharraq.
- Bahía Tubli
- Parque de la vida salvaje Al Areen, que es un zoo y un centro de cobijo para animales en peligro de extinción, es la única área protegida en tierra y también la única que es gestionada día tras día.[91]

### Geología
La geología de Baréin está poco estudiada antes del Cenozoico. Extensas formaciones sedimentarias del Eoceno hasta épocas recientes cubren gran parte de la isla.
La mayoría de las rocas que afloran en la superficie de la isla de Baréin y las islas Huwar datan del Eoceno en el Cenozoico. El borde rocoso de caliza eocena forma un anillo alrededor de la isla principal, con acantilados de hasta 30,5 metros (100 pies) de altura y rasgos de erosión eólica comunes. Una discordancia angular separa las rocas del Eoceno medio de las rocas más arenosas del Mioceno.

Baréin vista desde el espacio

La Formación Rus tiene 56,1 metros de espesor, abarca la zona de Ad Damman en Arabia Saudita y está expuesta en el centro de Baréin como caliza con capas de chert y creta junto con geodas de cuarzo. Los sondeos indican que la Formación Rus yace sobre la Formación Umm er Radhuma. Debido en parte a los lechos de anhidrita, la Formación Rus tiene salmueras saladas en su base, superpuestas por el acuífero de agua dulce de la Zona C. La caliza de esta formación se utiliza mucho para la producción de hormigón.
El esquisto Diente de Tiburón de la formación Dammam, del Eoceno medio, recubre la formación Rus con esquisto gris amarillento, marga y dolomita. El lecho más bajo de arcilla y esquisto contiene fósiles de dientes de tiburón, lo que da nombre a la unidad (se cree que se corresponde con el esquisto Midra de Arabia Saudita). Una capa de caliza dolomítica cristalina marrón de 33 metros de grosor, correlacionada con el Miembro Khobar en Arabia Saudí, se asienta sobre el esquisto Diente de Tiburón, cubierto por una unidad de marga naranja impermeable que separa los acuíferos de la Zona A y de la Zona B. La caliza blanca de la Zona A se asienta sobre el esquisto Diente de Tiburón. El espesor de la caliza blanca del acuífero de la zona A oscila entre los seis y los 62 metros. Esta unidad forma parte de la caliza Alat, más amplia y común en la península arábiga, y es una importante fuente de agua dulce para la isla.
Las rocas del Mioceno incluyen arcilla, marga, esquisto y caliza arenosa que alcanza hasta 61 metros de espesor en el flanco del anticlinal de Baréin. Los geólogos han correlacionado esta formación con la Formación Dam y la Formación Hadrukh en Arabia Saudí, así como con el Bajo Fars en Irán. Las arenas de playa y las marismas salinas del Cuaternario reciente dominan amplias zonas de varias islas del archipiélago.
La anhidrita indica que el Eoceno estuvo marcado por condiciones marinas poco profundas. Baréin presenta pocos rasgos tectónicos compresivos aparte del anticlinal. El levantamiento y la inclinación regional estimularon la erosión, dando lugar a los sedimentos desaparecidos del Eoceno tardío y el Oligoceno.

## Economía

Una representación proporcional de las exportaciones de Baréin, 2019

Desarrollo del PIB per cápita en Baréin

Baréin, como todos los países de la zona, pudo disfrutar de un gran crecimiento comercial y económico gracias a la construcción del Canal de Suez, que fue inaugurado el 17 de noviembre de 1869 por la emperatriz Eugenia de Montijo, esposa de Napoleón III. Pero en aquella época su precaria economía carecía de suficientes monedas de oro y plata en circulación que pudieran afrontar el gran número de transacciones mercantiles que se realizaban diariamente durante la construcción del canal. Para superar dicha carencia en el año 1867 se permitió definitivamente la circulación de monedas extranjeras por todo el territorio, las cuales llevaban estampado un resello con inscripción en árabe; “Baréin”. Se conocen monedas de 8 reales españoles, rupias inglesas, táleros de María Teresa de Austria y 5 francos franceses con este resello.
La economía de Baréin está basada fundamentalmente en el petróleo. En 1932 comenzó a explotarse el primer pozo de petróleo de la región, que aunque es de tamaño modesto, la producción anual ha descendido por debajo de las 3 m, ha permitido la modernización del estado.
No obstante, existen importantes reservas de gas natural (180.000 millones de m³) y otro tipo de actividades industriales: refinería de petróleo de 12 m de capacidad que procesa petróleo de Sudán; fundición de aluminio (120.000 t/año) que importa el mineral de bauxita de ultramar, y fábricas de cemento.

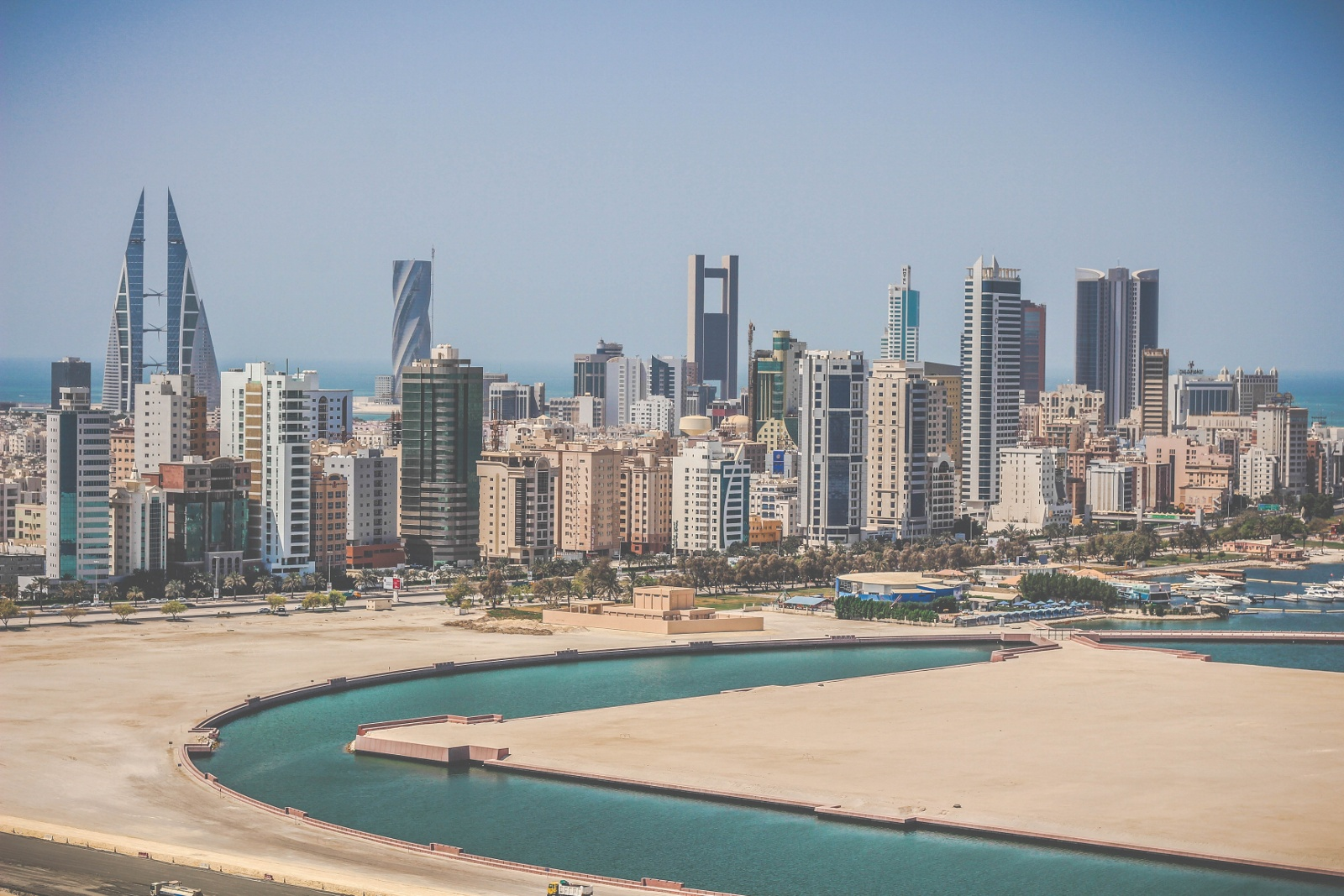
Rascacielos de Manama, capital de Baréin, vistos desde Juffair.

En cuanto otro tipo de actividades del sector servicios, se puede decir que estas cada vez tienen una mayor repercusión en la economía del archipiélago, debido al papel de plaza financiera internacional de gran actividad que es Baréin. Es sede de numerosos bancos, dispone de zona franca y ha desarrollado una importante infraestructura portuaria y de comunicaciones por carretera.
A pesar de todo esto la renta media es la más baja de todos los pequeños estados petroleros del golfo Pérsico.
La deuda pública del país ascenderá a 44.500 millones de dólares en 2020, es decir, el 130% del PIB. Se espera que aumente hasta el 155% del PIB en 2026, según las estimaciones del FMI. El gasto militar es la principal razón de este aumento de la deuda.
Según el Índice mundial de innovación, a cargo de la Organización Mundial de la Propiedad Intelectual, en 2024, Baréin se ubicó en lugar 72 en innovación entre 133 países del mundo; mientras que en 2023 ocupó el lugar 67 y el lugar 72 en 2022.

### Turismo

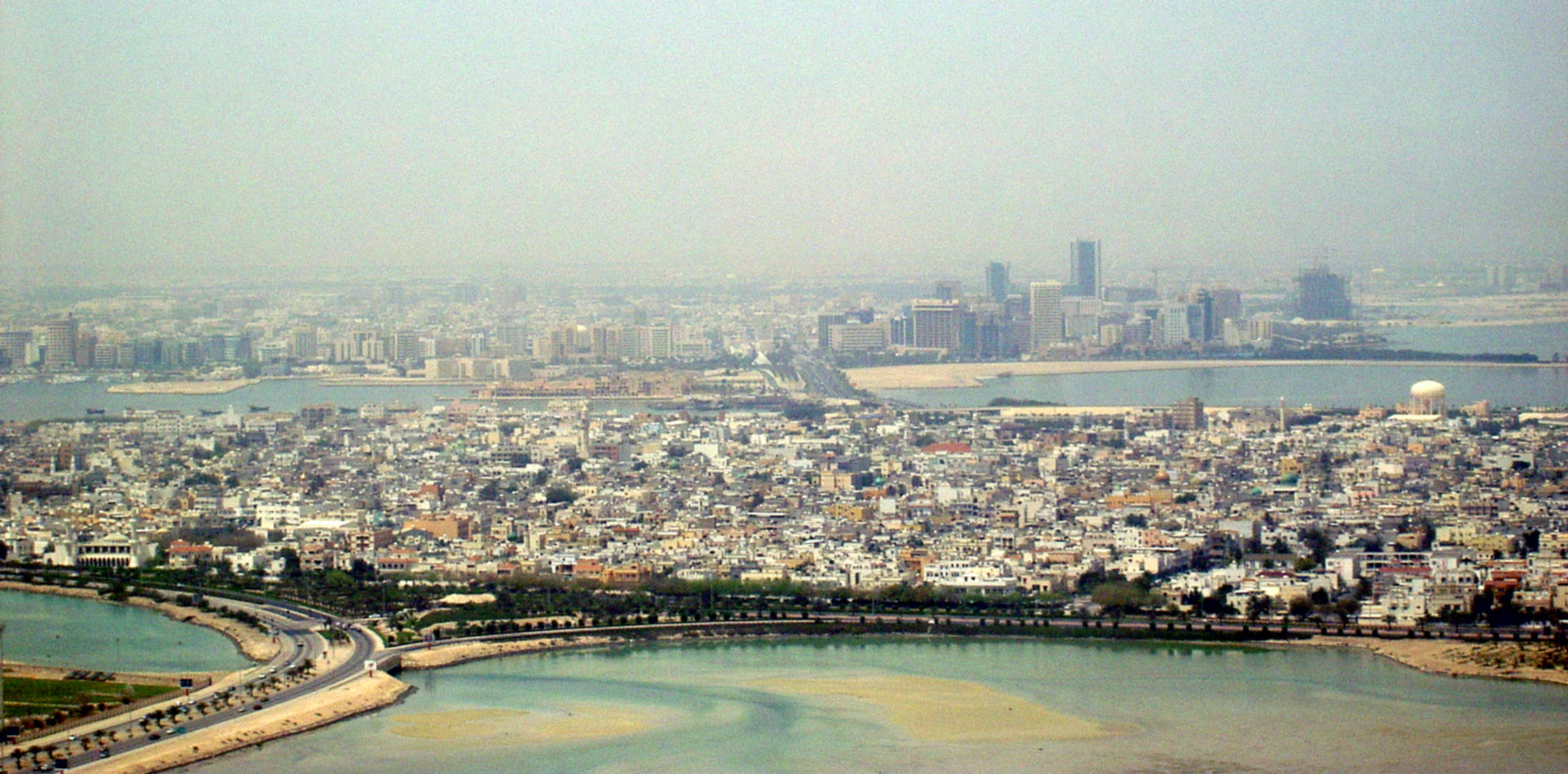
Las ciudades de Muharraq (en primer plano) y Manama (al fondo).

Como un destino turístico, Baréin recibió cerca de ocho millones de visitantes en el año 2008, aunque el número exacto varía anualmente. La mayoría de estos son de los estados árabes cercanos, a pesar de que una cantidad cada vez mayor proviene de otras regiones gracias a la apreciación del patrimonio del reino y su alto perfil a causa del Circuito Internacional de Baréin, en el que se celebran carreras de Fórmula 1.
El reino combina la cultura árabe moderna y el legado arqueológico de cinco milenios de civilización. La isla alberga numerosas fortificaciones, entre las que se encuentra el Qal'at al-Bahrain, que ha sido listado por la UNESCO como Patrimonio de la Humanidad. El Museo nacional de Baréin contiene artefactos de la historia del territorio que datan de hace 9000 años, cuando los primeros habitantes de la isla residieron en ella. Además, el Beit Al Quran —en árabe: بيت القرآن, que significa «la casa del Corán»— es otro museo que guarda artilugios musulmanes relacionados con el Corán. Algunas de las atracciones turísticas históricas más populares en el reino son la mezquita de Al Khamis, que es una de las más antiguas de la región, la fortificación de Arad en Muharraq, el templo de Barbar, un santuario del periodo de los dilmunes en Baréin, así como los montículos funerarios de esa misma época situados en A'ali y el templo de Saar. El Shajarat-al-Hayat, un árbol de 400 años de edad que crece en el desierto de Sakhir sin agua en los alrededores, es también una atracción turística popular.

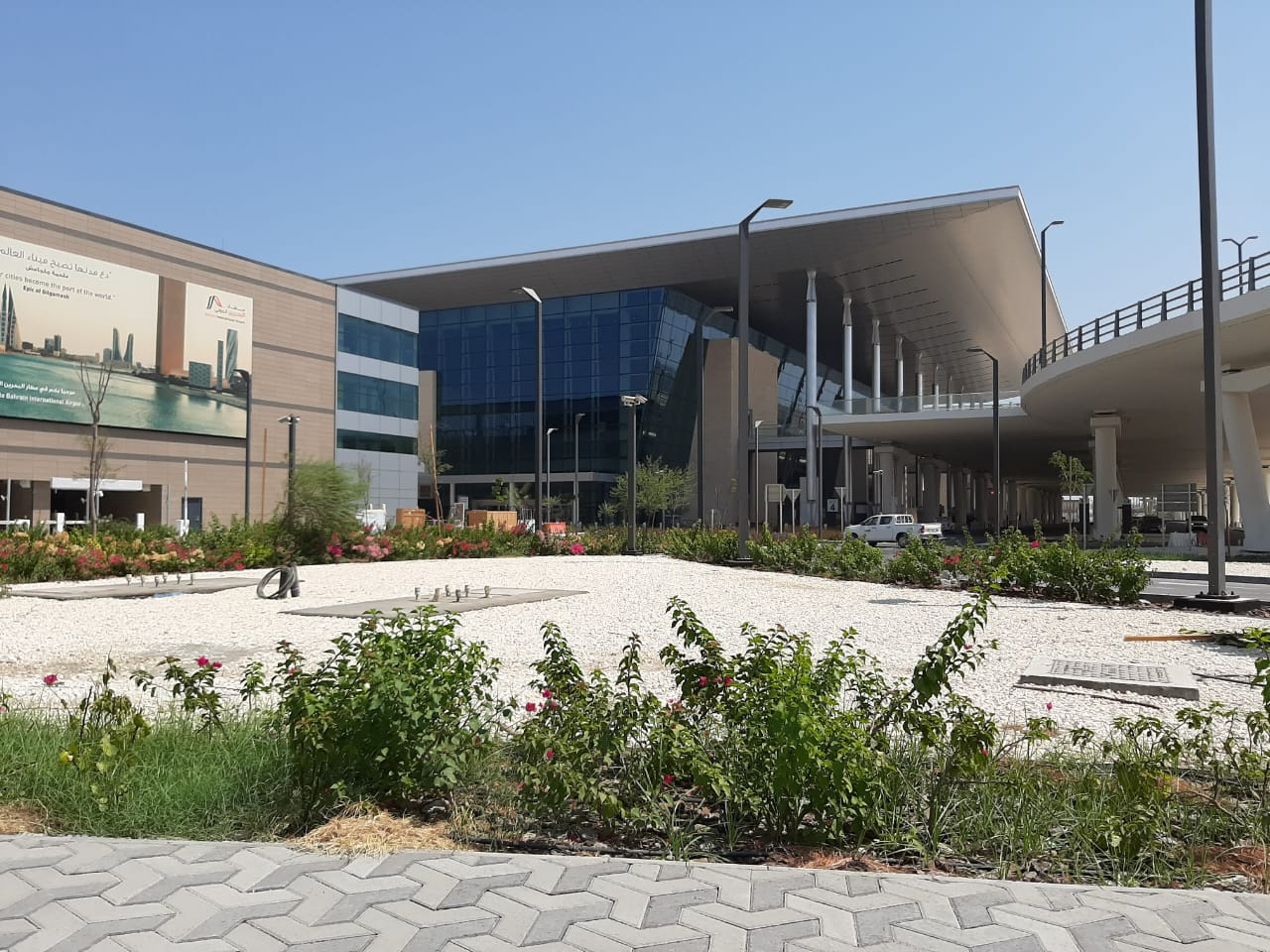
Terminal del Aeropuerto Internacional de Baréin

La observación de aves —principalmente en las islas Hawar— el buceo y la equitación son las actividades turísticas más populares en Baréin. Muchos turistas de la cercana Arabia Saudita y de otras regiones visitan Manama para acudir a los centros comerciales, como por ejemplo el City Centre Bahrain y el que está situado en el distrito de Seef. El zoco de Manama y el de Oro son también populares entre los turistas.
Desde 2005, Baréin alberga anualmente un festival llamado Spring of Culture —Primavera de Cultura— en el mes de marzo en el que actúan en conciertos músicos y artistas renombrados internacionalmente. En el festival de 2012 participaron músicos como Andrea Bocelli o Julio Iglesias. En el año 2012, Manama ostentó el título de la Capital Cultural Árabe y un año después, en 2013, fue galardonada con el premio a la Capital Árabe del Turismo por la Liga Árabe.
Según el Banco Mundial, para el año 2020, Bahréin habría recibido 1,909,000 turistas, dejando en 2019 cerca de $2.64 mil millones de dólares en gastos por turismo. 

## Transporte
Baréin cuenta con un aeropuerto internacional principal, el Aeropuerto Internacional de Baréin (BAH), situado en la isla de Muharraq, en el noreste del país. El aeropuerto gestionó casi 100.000 vuelos y más de 9,5 millones de pasajeros en 2019. El 28 de enero de 2021, Baréin inauguró su nueva terminal aeroportuaria como parte de su visión económica 2030. La nueva terminal aeroportuaria tiene capacidad para 14 millones de pasajeros y supone un gran impulso para el sector de la aviación del país. La aerolínea nacional de Baréin, Gulf Air opera y tiene su base en el BAH.
Baréin cuenta con una red de carreteras bien desarrollada, sobre todo en Manama. El descubrimiento de petróleo a principios de la década de 1930 aceleró la creación de múltiples carreteras y autopistas en Baréin, conectando varios pueblos aislados, como Budaiya, con Manama.

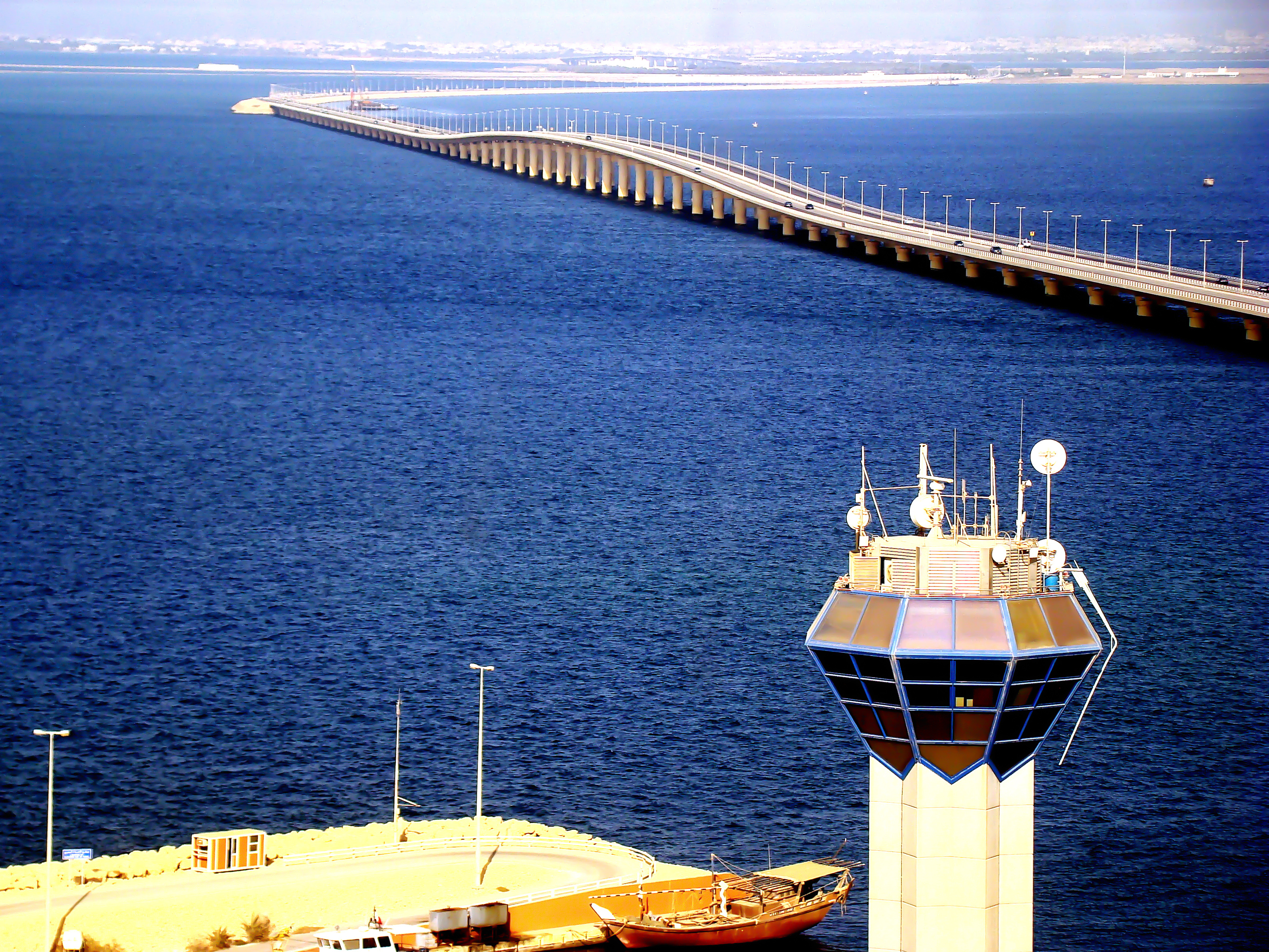
Calzada del Rey Fahd que une Baréin con Arabia Saudita

Al este, un puente conectaba Manama con Muharraq desde 1929, en 1941 se construyó una nueva calzada que sustituyó al antiguo puente de madera. Actualmente hay tres puentes modernos que conectan ambas localidades. El tránsito entre las dos islas alcanzó su punto álgido tras la construcción del Aeropuerto Internacional de Baréin en 1932. Posteriormente se construyeron carreteras de circunvalación y autopistas para conectar Manama con los pueblos de la Gobernación del Norte y hacia las ciudades del centro y sur de Baréin.
Las cuatro islas principales y todas las ciudades y pueblos están comunicados por carreteras bien construidas. En 2002 había 3.164 km de carreteras, de los cuales 2.433 km estaban asfaltados. Una calzada de más de 2,8 km une Manama con la isla de Muharraq, y otro puente une Sitra con la isla principal. La Calzada del Rey Fahd, de 24 km, une Baréin con Arabia Saudí a través de la isla de Umm an-Nasan. Se terminó en diciembre de 1986 y fue financiada por Arabia Saudí. En 2008, 17.743.495 pasajeros transitaron por la calzada. Actualmente se está debatiendo y planificando una segunda calzada entre Baréin y Arabia Saudí, llamada "Calzada del Rey Hamad", que contará con conexión por carretera y ferrocarril.
El puerto de Baréin, Mina Salman, es el principal puerto marítimo del país y consta de 15 atracaderos. En 2001, Baréin contaba con una flota mercante de ocho buques de 1.000 GT o más, con un total de 270.784 GT. Los vehículos privados y los taxis son los principales medios de transporte en la ciudad. Actualmente se está construyendo un sistema de metro a escala nacional que debería estar operativo en 2025.

## Demografía

Evolución de la población entre 1960 y 2010 (cifras de la DAES, 2012). Población en miles de habitantes.

Según el censo de 2010, Baréin tiene una población de 1.234.571 habitantes. El 46,0% nació en el país y el restante 54,0% son inmigrantes en su mayoría asiáticos (el 45,5% de la población total de Baréin).
En 2023, Bahréin registró una población de 1,577,059 habitantes, de los cuales el 46 % son bareiníes, mientras que el 53 % son extranjeros.
La esperanza de vida es de 74 años. El promedio de hijos por mujer es de 2,57.[cita requerida]

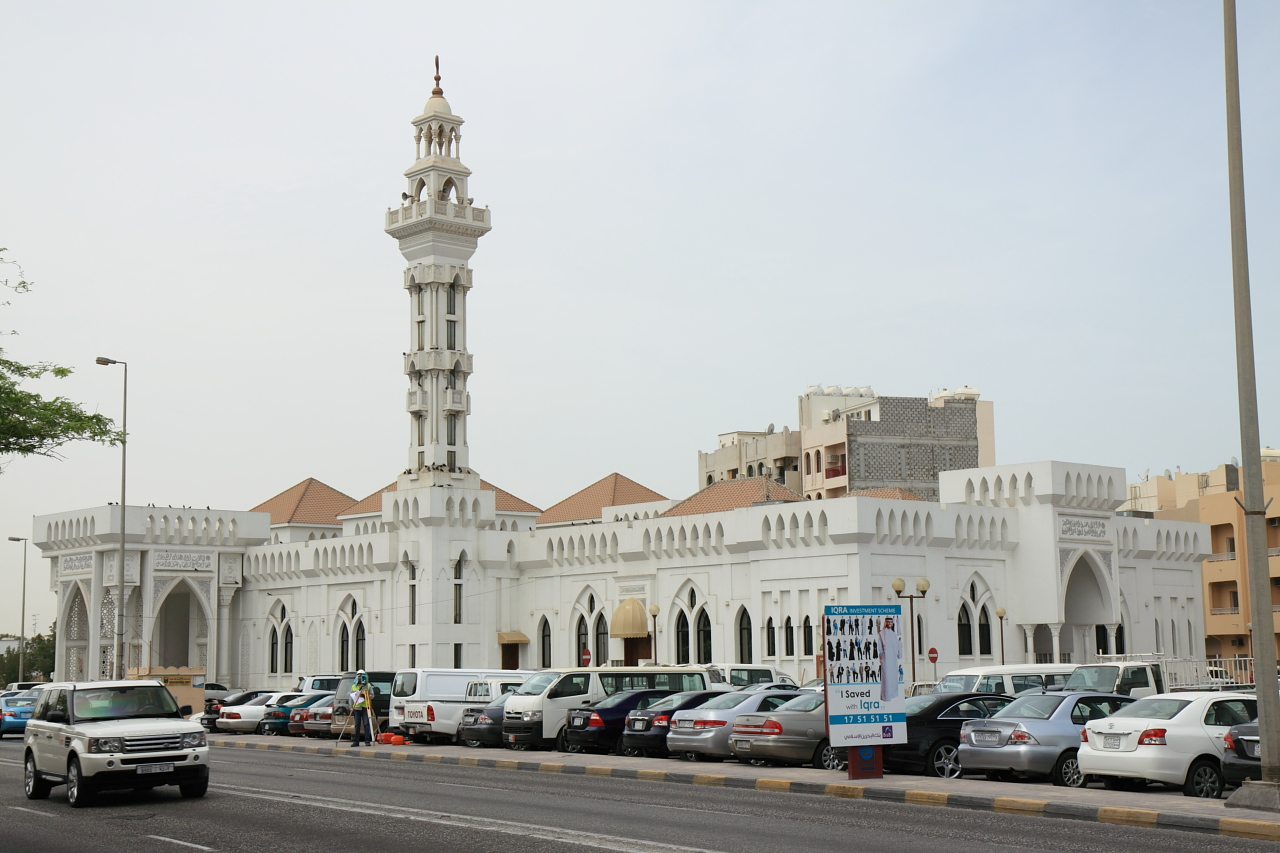
Mezquita Gudaibiya, en Manama

La religión oficial de Baréin es el islam, con una población compuesta mayoritariamente por chiíes y suníes, pero hay pequeñas minorías judías y cristianas. Muchos bareiníes son de origen árabe, aunque algunas tribus son de origen persa (Bahaareyneh-gaan). A diferencia de otros países árabes, los ciudadanos no musulmanes pueden profesar sus religiones sin problemas y en todo el país, por ejemplo, se han edificado varias iglesias e incluso existe una sinagoga.

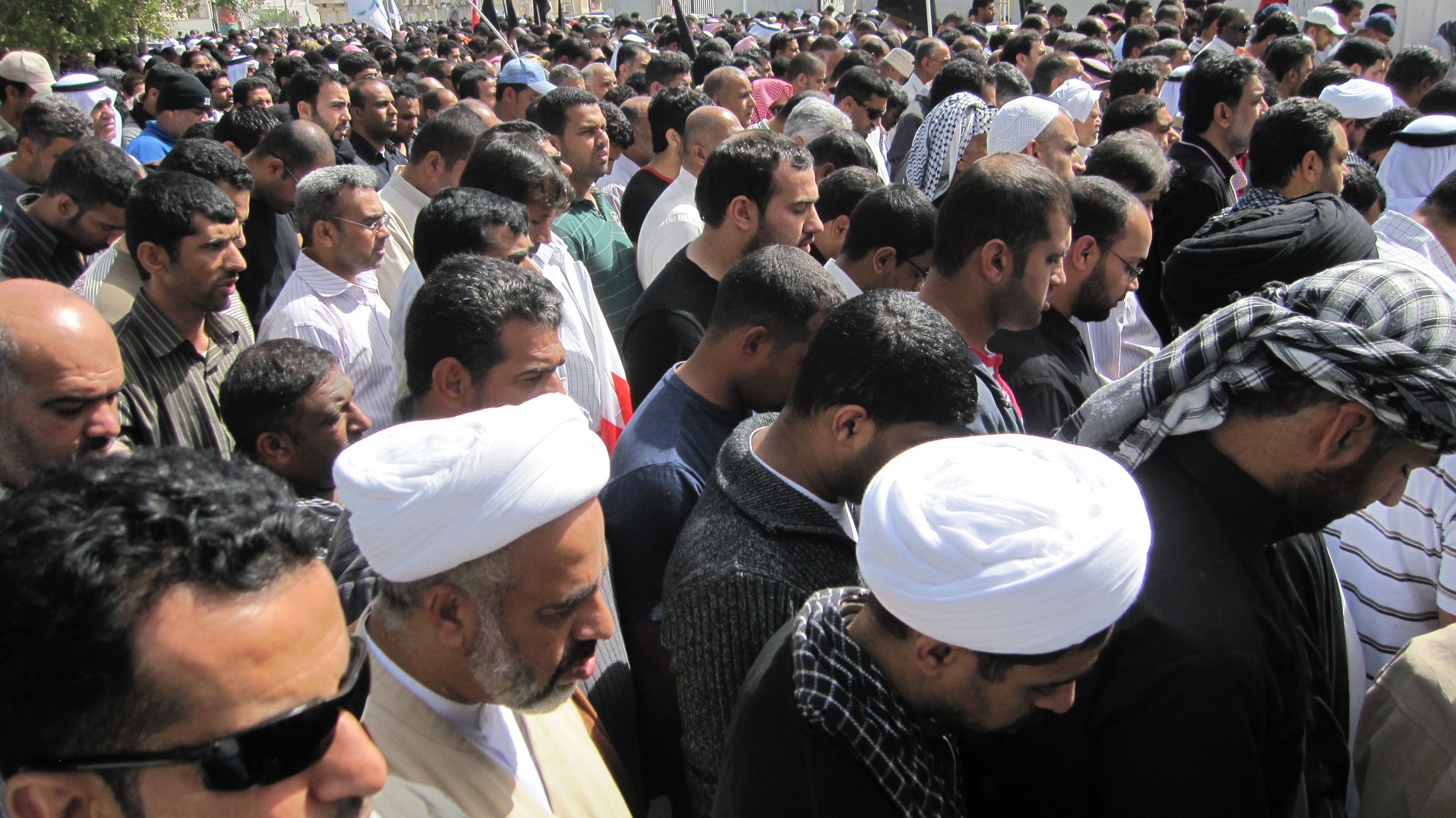
Bahreiníes rezando oraciones públicas en Manama

Las comunidades actuales pueden ser clasificadas como los Al Khalifa, tribus árabes aliadas a la familia Al-Khalifa, los baharnah (árabes chiíes), los howilla (árabes suníes de Persia), árabes suníes (de Arabia), ajam (chiíes persas), indios que fueron traídos a Baréin en la era del petróleo (son llamados Banyan) y una pequeña comunidad judía, entre otros grupos.
| Hombres | Edad  | Mujeres |
| ------- | ----- | ------- |
| 12 905  | 65+   | 13 329  |
| 10 018  | 60-64 | 6801    |
| 23 044  | 55-59 | 12 105  |
| 39 591  | 50-54 | 20 984  |
| 52 303  | 45-49 | 29 168  |
| 71 377  | 40-44 | 34 819  |
| 90 595  | 35-39 | 41 134  |
| 111 368 | 30-34 | 50 080  |
| 126 829 | 25-29 | 55 403  |
| 66 369  | 20-24 | 46 033  |
| 37 322  | 15-19 | 35 391  |
| 38 891  | 10-14 | 36 767  |
| 42 565  | 5-9   | 40 360  |
| 45 237  | 0-4   | 43 783  |

### Idiomas
El árabe es el idioma oficial de Baréin, aunque el uso del inglés es también bastante popular. Entre las distintas variedades dialectales de árabe, el más hablado en el país es el árabe bajreiní, que difiere ligeramente del estándar. El árabe tiene un papel importante en la vida política, ya que, según el artículo 57 (c) de la constitución de Baréin, un parlamentario debe saber hablar fluidamente en árabe para poder pertenecer al Parlamento. Entre la población de origen extranjero, muchas personas hablan persa, el idioma oficial de Irán, o urdu, el de Pakistán. El malayo y el hindi también tienen una considerable importancia en la comunidad india. Muchas instituciones comerciales y señales de tráfico son bilingües, por lo que usan tanto el inglés como el árabe.

### Educación

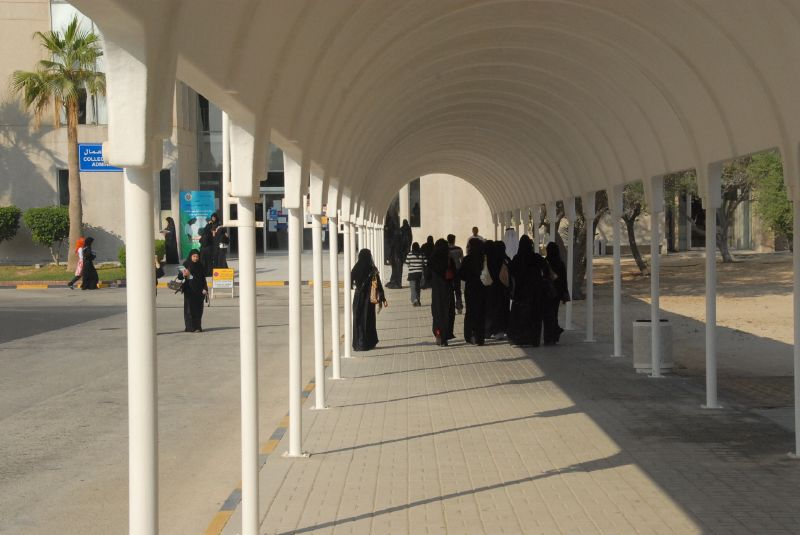
Estudiantes de la Universidad de Baréin vestidas con atuendos tradicionales

La educación es obligatoria para los niños con edades comprendidas entre los 6 y los 14 años. Esta es gratis para las ciudadanos bareiníes en las escuelas públicas, a los que el Ministerio de Educación les proporciona los libros de texto gratuitamente. La coeducación no es el sistema utilizado en este tipo de escuelas, por los que los niños y las niñas van a colegios diferentes. El 89,1% de la población está alfabetizada.
A comienzos del siglo XX, las escuelas coránicas eran la única forma de educación en Baréin. Había escuelas tradicionales pensadas para enseñar a los niños más jóvenes la lectura del Corán. Tras la Primera Guerra Mundial, Baréin comenzó a recibir influencias occidentales y fue entonces cuando apareció la demanda de instituciones educacionales modernas. El año 1919 marcó el comienzo del el sistema moderno de escuelas públicas en Baréin cuando se abrió el Al-Hidaya Al-Khalifia School, un centro escolar para niños varones en la ciudad de Al Muharraq. En 1926, el Comité de Educación inauguró la segunda escuela pública para los jóvenes de este mismo sexo en Manama, y en 1928, la primera para las niñas en Muharraq. A fecha de 2011, hay un total de 126 981 estudiantes estudiando en colegios públicos.

## Telecomunicaciones

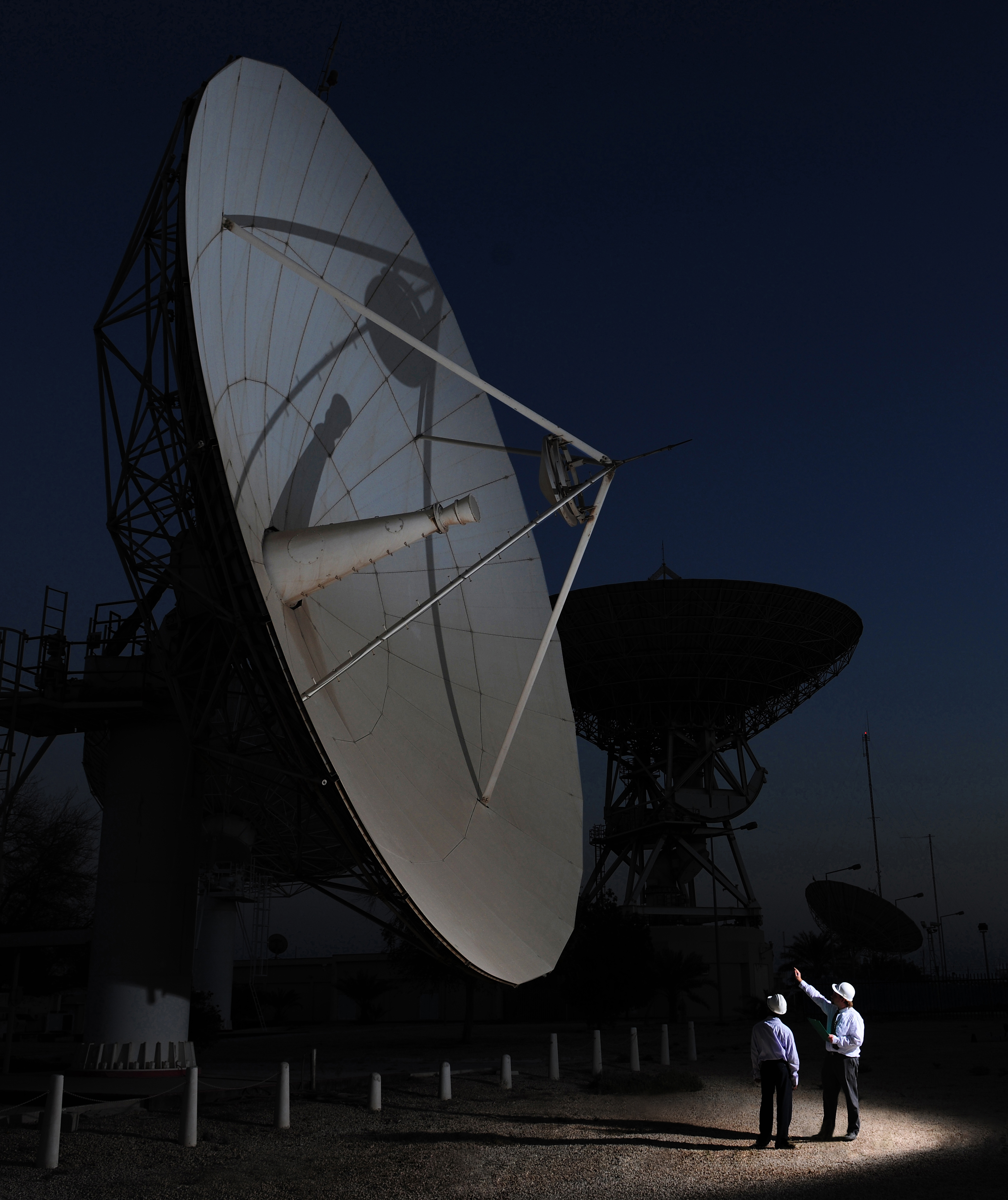
Una de las antenas de Batelco (Compañía de Telecomunicaciones de Baréin)

El sector de las telecomunicaciones en Baréin comenzó oficialmente en 1981 con la creación de la primera empresa de telecomunicaciones del país, Batelco, y hasta 2004 monopolizó el sector. En 1981 había más de 45.000 teléfonos en uso en el país. En 1999, Batelco tenía más de 100.000 contratos de telefonía móvil. En 2002, bajo la presión de organismos internacionales, Baréin puso en marcha su ley de telecomunicaciones, que incluía la creación de una Autoridad Reguladora de las Telecomunicaciones (TRA) independiente. En 2004, Zain (una versión rebautizada de MTC Vodafone) comenzó a operar en Baréin y en 2010 VIVA (propiedad de STC Group) se convirtió en la tercera empresa en prestar servicios de telefonía móvil.

### Internet
Baréin está conectado a Internet desde 1995 y el sufijo de dominio del país es '.bh'. El índice de conectividad del país (una estadística que mide tanto el acceso a Internet como las líneas telefónicas fijas y móviles) es del 210,4% por persona, mientras que la media regional en los Estados árabes del Golfo Pérsico es del 135,37%. El número de internautas bahreiníes ha pasado de 40.000 en 2000 a 250.000 en 2008, es decir, del 5,95 al 33% de la población. En agosto de 2013, la TRA había concedido licencias a 22 proveedores de servicios de Internet.
El Ministerio de Información ha creado una unidad especial que vigila los sitios web para detectar posibles bloqueos. El Gobierno ha manifestado su interés en crear una comisión que vigile la prensa y los contenidos de Internet para "denunciar cualquier incitación al confesionalismo."  Los esfuerzos del Gobierno por vigilar los sitios web también han sido confirmados por informes de los medios de comunicación que citan a una fuente oficial que afirma que, además de que los sitios web se vigilan a diario, también se vigila el uso de técnicas de elusión para actualizar los sitios web prohibidos. Autoridad Reguladora de las Telecomunicaciones - Reino de Baréin, "Decreto Legislativo nº. 48 de 2002 por el que se promulga la Ley de Telecomunicaciones".
Los resultados de las primeras pruebas de 2008-2009 constataron un bloqueo limitado de los contenidos pornográficos y LGBT y de los servicios proxy y de anonimato. Sin embargo, tras el decreto ministerial de enero de 2009, que ordenaba a los ISP implantar un sistema de filtrado oficial, la ONI descubrió que el filtrado de contenidos de categorías oficialmente prohibidas se ha generalizado, lo que es un indicio de que los ISP han empezado a utilizar un sistema de filtrado comercial. Además, los ISP han empezado a servir una página de bloqueo explícita con una referencia al decreto ministerial.

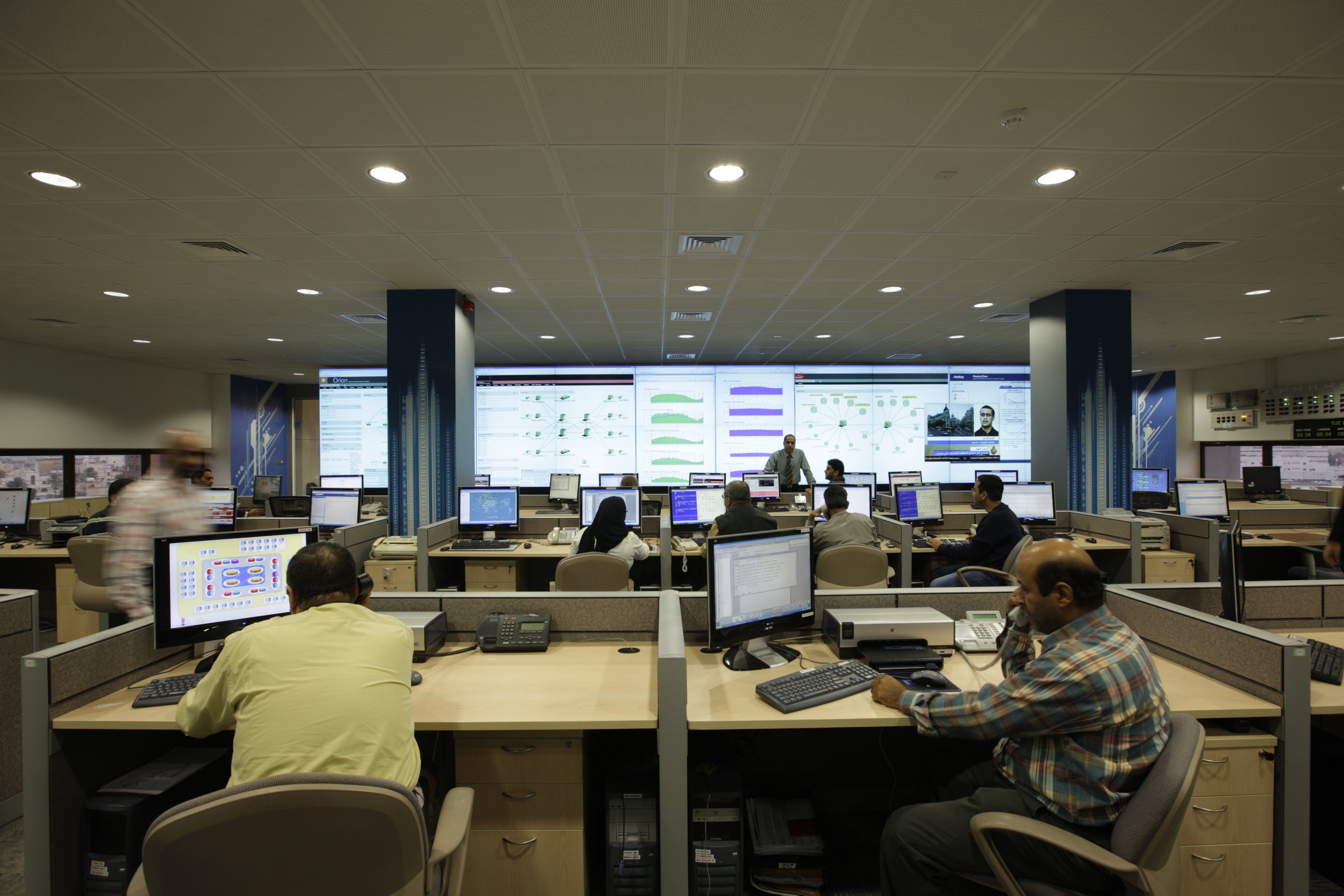
El gobierno de Baréin censura algunos sitios webs mediante una Unidad especial

A mediados de febrero de 2011, al comienzo a la protestas en Baréin, el tráfico de Internet cayó un 20% debido al agresivo filtrado gubernamental. Según un informe de la Comisión Independiente de Investigación de Baréin (BICI), las redes sociales habrían contribuido a alimentar los disturbios en el país con información "altamente incendiaria".
La Comisión declaró que era "consciente" del impacto que el uso de sitios web de medios sociales, como Facebook y Twitter, ha tenido en algunos acontecimientos sociales y políticos importantes del mundo contemporáneo." La Comisión encontró numerosos ejemplos de exageración y desinformación, algunos muy incendiarios, difundidos a través de las redes sociales", afirmaba el informe.
Otra cuestión planteada en las conclusiones fue que los principales medios de comunicación de Baréin ignoraron las opiniones de los grupos de la oposición. "La falta de acceso a los principales medios de comunicación crea frustración entre los grupos de la oposición y hace que recurran a otros medios, como las redes sociales", afirma el informe.
Según el informe, esto podría tener un "efecto desestabilizador", ya que las redes sociales son imposibles de localizar y no rinden cuentas.La comisión recomendó al gobierno de Baréin que flexibilizara la censura y permitiera a la oposición un mayor acceso a las emisiones de radio y televisión, así como a la prensa escrita.

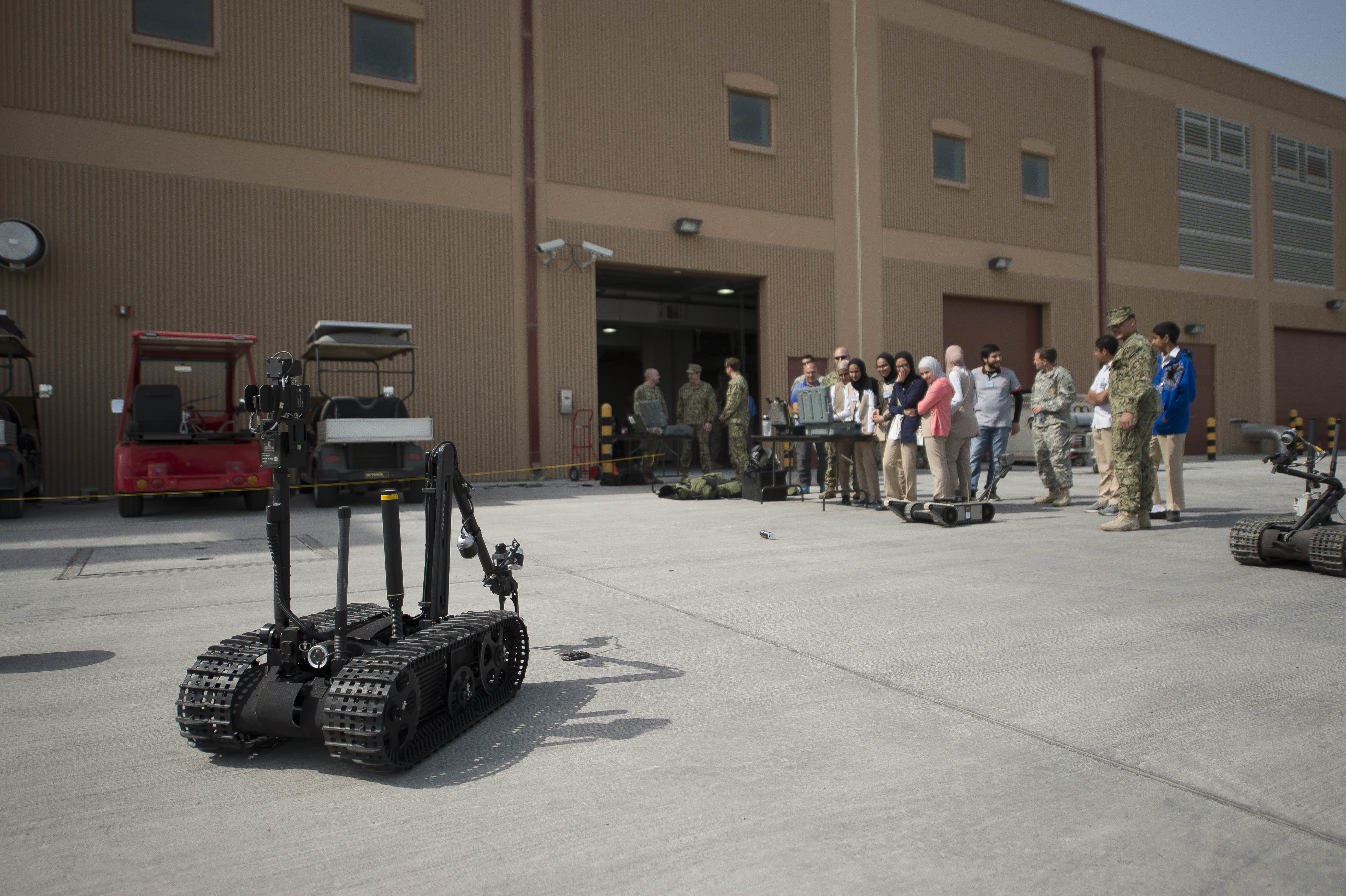
Alumnos del colegio Creativity de Baréin y marines estadounidenses, conducen un robot durante el Evento Juvenil de Ciencia y Tecnología de Baréin

### Ciencia y Tecnología
La Visión Económica 2030 de Baréin, publicada en 2008, no indica cómo se alcanzará el objetivo declarado de pasar de una economía basada en la riqueza petrolera a una economía productiva y competitiva a escala mundial. Baréin ya ha diversificado sus exportaciones en cierta medida, por necesidad. Posee las reservas de hidrocarburos más pequeñas de todos los Estados del Golfo Pérsico, con una producción de 48.000 barriles diarios de su único yacimiento en tierra. El grueso de los ingresos del país procede de su participación en el yacimiento en alta mar administrado por Arabia Saudí. Se prevé que las reservas de gas de Baréin duren menos de 27 años, lo que deja al país con pocas fuentes de capital para proseguir el desarrollo de nuevas industrias. La inversión en investigación y desarrollo siguió siendo muy baja en 2013.
Aparte del Ministerio de Educación y el Consejo de Educación Superior, las dos principales fuentes de actividad en ciencia, tecnología e innovación son la Universidad de Baréin (creada en 1986) y el Centro de Estudios Estratégicos, Internacionales y Energéticos de Baréin. Este último se fundó en 2009 para llevar a cabo investigaciones centradas en cuestiones estratégicas de seguridad y energía con el fin de fomentar nuevas ideas e influir en la formulación de políticas.
Baréin espera crear una cultura científica en el reino y fomentar la innovación tecnológica, entre otros objetivos. En 2013 se inauguró el Centro de Ciencias de Baréin, un centro educativo interactivo dirigido a niños de 6 a 18 años. Entre los temas tratados en las exposiciones actuales se encuentran la ingeniería juvenil, la salud humana, los cinco sentidos, las ciencias de la Tierra y la biodiversidad.
En abril de 2014, Baréin puso en marcha su Agencia Nacional de Ciencias Espaciales. La agencia ha estado trabajando para ratificar acuerdos internacionales relacionados con el espacio, como el Tratado sobre el Espacio Ultraterrestre, el Acuerdo sobre Salvamento, el Convenio sobre Responsabilidad Espacial, el Convenio sobre Registro y el Acuerdo sobre la Luna. La agencia tiene previsto establecer infraestructuras para la observación tanto del espacio exterior como de la Tierra.
En noviembre de 2008, se firmó un acuerdo para crear un Centro Regional de Tecnologías de la Información y la Comunicación en Manama, bajo los auspicios de la UNESCO. El objetivo es establecer un centro de conocimientos para los seis Estados miembros del Consejo de Cooperación del Golfo. En marzo de 2012, el centro acogió dos talleres de alto nivel sobre las TIC y la educación. En 2013, Baréin se situó a la cabeza del mundo árabe en penetración de Internet (90% de la población), seguido de Emiratos Árabes Unidos (86%) y Catar (85%). En 2009, apenas la mitad de los habitantes de Baréin y Catar (53%) y dos tercios de los de Emiratos Árabes Unidos (64%) tenían acceso.
En 2012, el gobierno dedicó el 2,6% del PIB a la educación, uno de los ratios más bajos del mundo árabe. Esta proporción estaba a la par con la inversión en educación en Líbano y sólo era superior a la de Catar (2,4% en 2008) y Sudán (2,2% en 2009). Baréin ocupaba el puesto 67 en el Índice Mundial de Innovación en 2023.
Baréin invierte poco en investigación y desarrollo. Según los informes, en 2009 y 2013 esta inversión ascendió al 0,04% del PIB, aunque los datos eran incompletos y solo abarcaban el sector de la enseñanza superior. La falta de datos exhaustivos sobre investigación y desarrollo plantea un reto para los responsables políticos, ya que los datos informan la formulación de políticas basadas en pruebas.
Los datos disponibles sobre investigadores en 2013 solo cubren el sector de la enseñanza superior. Aquí, el número de investigadores equivale a 50 por millón de habitantes, frente a una media mundial para todos los sectores laborales de 1.083 por millón.
La Universidad de Baréin contaba en 2014 con más de 20.000 estudiantes, de los cuales el 65% eran mujeres, y alrededor de 900 profesores, de los cuales el 40% eran mujeres. Entre 1986 y 2014, el personal de la universidad publicó 5.500 artículos y libros. La universidad gastó unos 11 millones de dólares anuales en investigación en 2014, que fue llevada a cabo por un contingente de 172 hombres y 128 mujeres. Así pues, las mujeres representaban el 43% de los investigadores de la Universidad de Baréin en 2014.
Baréin fue uno de los 11 Estados árabes que contaron con una mayoría de licenciadas universitarias en ciencias e ingeniería en 2014. Las mujeres representaban el 66% de los licenciados en ciencias naturales, el 28% de los de ingeniería y el 77% de los de salud y bienestar. Es más difícil juzgar la contribución de las mujeres a la investigación, ya que los datos de 2013 solo abarcan el sector de la enseñanza superior.
En 2014, los científicos bahreiníes publicaron 155 artículos en revistas catalogadas internacionalmente, según la Web of Science (Science Citation Index Expanded) de Thomson Reuters. Esto corresponde a 15 artículos por millón de habitantes, frente a una media mundial de 176 por millón de habitantes en 2013. La producción científica ha aumentado lentamente desde los 93 artículos de 2005 y sigue siendo modesta. En 2014, solo Mauritania y Palestina tenían una producción menor en esta base de datos entre los Estados árabes.
Entre 2008 y 2014, los científicos bahreiníes fueron los que más colaboraron con sus homólogos de Arabia Saudita (137 artículos), seguidos de Egipto (101), Reino Unido (93), Estados Unidos (89) y Túnez (75).

## Cultura

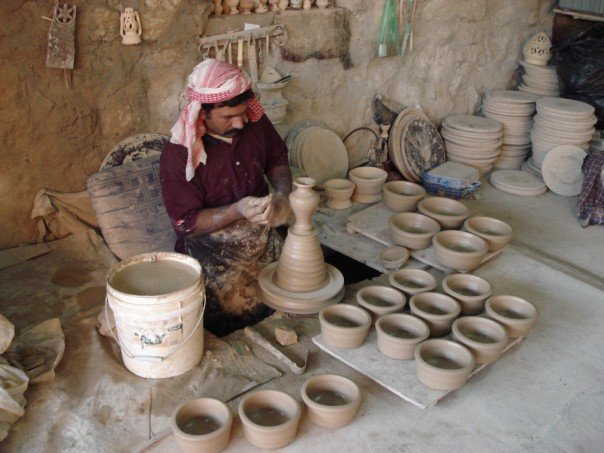
Un artesano haciendo cerámica utilizando la tradicional mezcla de barro y agua en una rueda giratoria.

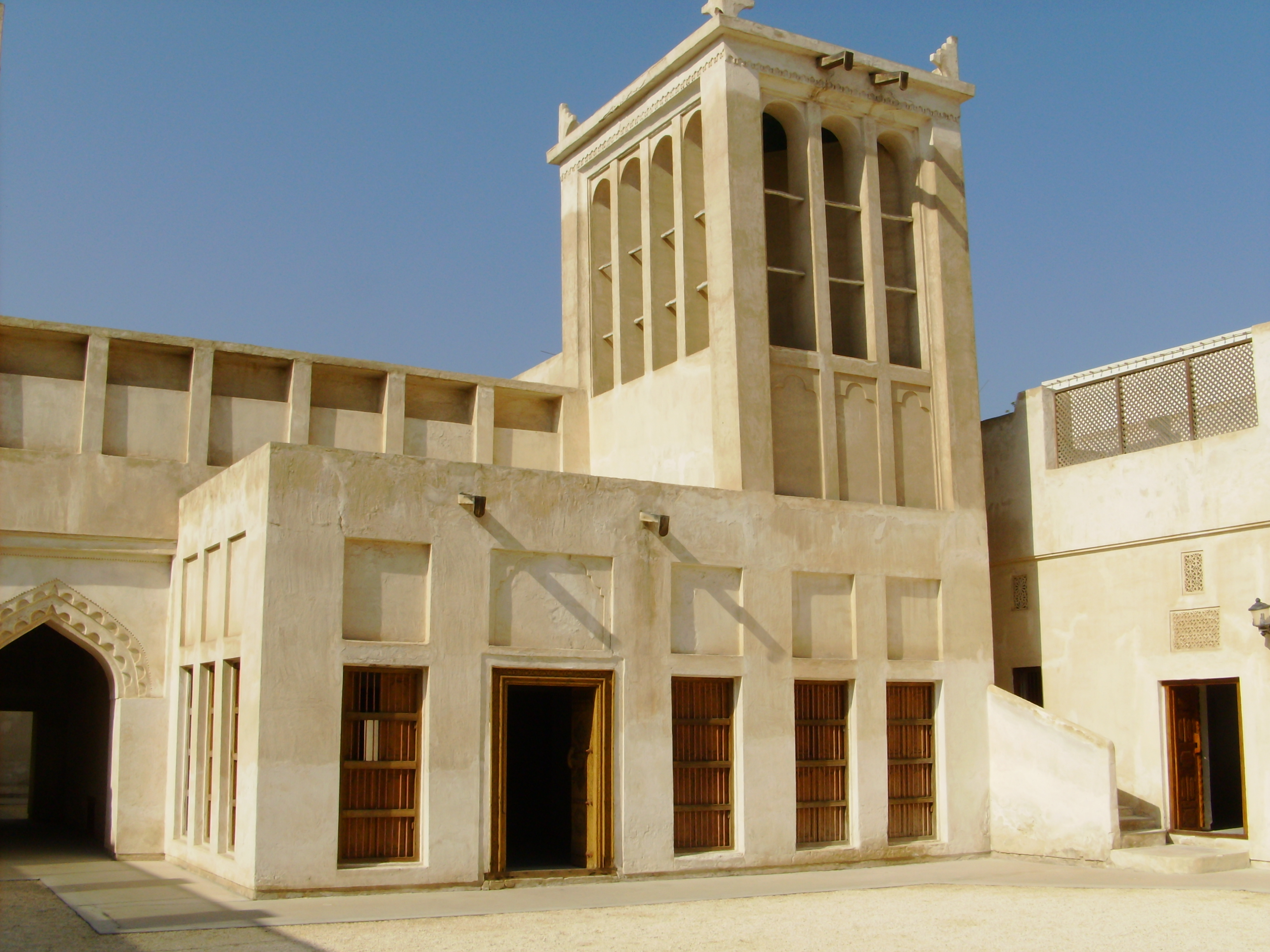
La casa Isa ibn Ali Al Khalifa es un ejemplo de arquitectura tradicional en Baréin.

A Baréin se le suele describir como un "Oriente Medio abierto", pues mezcla una infraestructura de una modernidad extrema con una identidad definitivamente persa, solo que a diferencia de otras naciones de la zona, su riqueza no es solo un reflejo de la magnitud de su riqueza petrolífera, sino que está unida también al intercambio económico con Arabia Saudita y la creación de una población autóctona de clase media. Este hecho único se traduce en que Baréin tiende a ser más liberal que sus vecinos.
El islam es la religión mayoritaria, (65/70% chiita, el 15% sunita ostenta el poder), aunque también hay pequeñas comunidades de religiones diferentes (10% de católicos y 40 judíos aproximadamente). Los bareiníes destacan por su tolerancia, lo que hace posible ver mezquitas junto a dos iglesias.[cita requerida]
Baréin, que fue el primer estado del Golfo que autorizó la construcción de un templo católico en su territorio, en la Navidad de 1939, hace ahora 70 años, en 2009 el rey de Baréin, Hamad bin Isa Al donó terrenos para la construcción de otro templo católico, después de que el pasado 18 de diciembre Benedicto XVI recibiera las credenciales del primer embajador de Baréin ante la Santa Sede, Naser Muhamed Youssef Al Belooshi.

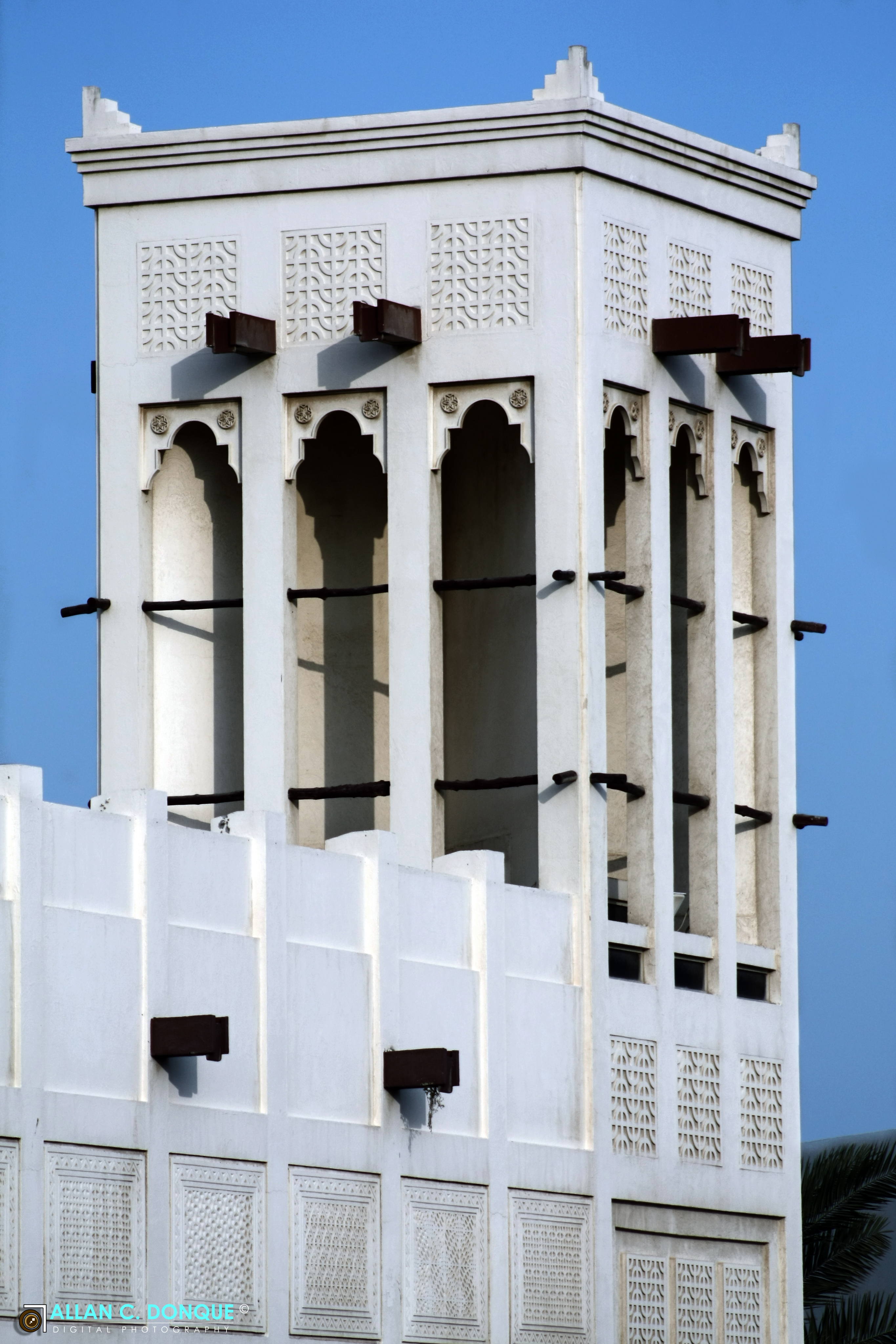
Un captador de viento en Baréin.

Hay asimismo una sinagoga construida por judíos de Irak en donde existía una amplia comunidad judía hasta la creación de Israel. A principios del siglo XX se trasladaron a Baréin junto con otras familias originarias de Bagdad una comunidad judía compuesta por cerca de 1500 personas. La mayor parte se instaló a su vez en Israel, una vez que las autoridades judías promovieron la diáspora. Los 40 judíos que se quedaron en el reino del Golfo pueden practicar su religión sin restricciones y disponen de sinagoga y cementerio propio, aunque no pueden viajar a Israel, pues ese país no mantiene relaciones con Baréin.
Otra faceta que ilustra el estatus bareiní en cuanto a apertura tiene que ver con que es el país más prolífico en cuanto a la publicación de libros dentro del mundo árabe, con 132 títulos publicados en 2005 para una población de 700.000 habitantes. En comparación, la media del total de la comunidad árabe es de siete libros publicados por cada millón de habitantes en 2005, según el Programa de las Naciones Unidas para el Desarrollo  , por lo que, por habitante, en Baréin se publican 27 veces más títulos por habitante que en el mundo árabe en general.

### Arte
El movimiento artístico moderno emergió oficialmente en el país en la década de los cincuenta y culminó en el establecimiento de una sociedad artística. El expresionismo y el surrealismo, así como el arte caligráfico son las formas más populares de arte en Baréin. El expresionismo abstracto ha ganado en popularidad en las décadas más recientes. La alfarería y la industria textil son también productos populares que eran ampliamente producidos en los pueblos bareiníes. El gobierno de Baréin patrocinó activamente el arte islámico, lo que llevó a la creación de un museo islámico, el Beit Al Quran. Asimismo, ayudó a la difusión de la caligrafía árabe. El museo nacional de Baréin alberga una exposición permanente de arte contemporáneo. La arquitectura del reino es similar a la de los países vecinos del Golfo. El captador de viento, que crea ventilación natural en los hogares, es un instrumento común en los edificios antiguos, principalmente en los distritos más viejos de Manama y Muharraq.

### Medios de Comunicación
Los medios de comunicación predominantes en Baréin son los periódicos semanales y diarios, la televisión y la radio.
Los periódicos están disponibles en varios idiomas, como árabe, inglés, malayalam, etc., para atender a la variada población.Akhbar Al Khaleej (أخبار الخليج) y Al Ayam (الأيام) son ejemplos de los principales periódicos árabes que se publican a diario.Gulf Daily News y Daily Tribune publican diarios en inglés. Gulf Madhyamam es un periódico publicado en malayalam.
La red de televisión del país cuenta con cinco cadenas, todas ellas sometidas a la Autoridad de Asuntos de la Información. La radio, al igual que la red de televisión, es mayoritariamente estatal y suele estar en árabe. Radio Baréin es una emisora de radio en inglés de larga tradición, y Your FM es una emisora de radio al servicio de la numerosa población expatriada del subcontinente indio que vive en el país.
En junio de 2012, Baréin contaba con 961.000 usuarios de Internet. Según Reporteros sin Fronteras, la plataforma "ofrece un espacio libre bienvenido para los periodistas, aunque cada vez más vigilado". Los contenidos políticos, religiosos, de derechos humanos y considerados obscenos son objeto de rigurosos filtros. Los blogueros y otros internautas fueron algunos de los detenidos durante las protestas de 2011.
Los periodistas bahreiníes corren el riesgo de ser procesados por delitos que incluyen "socavar" el gobierno y la religión. La autocensura está muy extendida. Durante las protestas antigubernamentales de 2011, las autoridades atacaron a periodistas. Tres redactores del diario de la oposición Al-Wasat fueron despedidos y posteriormente multados por publicar noticias "falsas". Varios corresponsales extranjeros fueron expulsados. Una comisión independiente, creada para investigar los disturbios, concluyó que la cobertura de los medios de comunicación estatales era en ocasiones incendiaria. Afirmó que los grupos de la oposición sufrían por la falta de acceso a los principales medios de comunicación y recomendó que el gobierno "considerara la posibilidad de relajar la censura". Según las evaluaciones de Reporteros sin Fronteras, Baréin es uno de los regímenes más restrictivos del mundo.

### Festividades
| Fecha                                           | Nombre en español                     | Nombre local (árabe) | Descripción |
| ----------------------------------------------- | ------------------------------------- | -------------------- | --- |
| 1 de enero                                      | Año Nuevo                             | رأس السنة الميلادية  | El día de Año Nuevo según el calendario gregoriano, celebrado en la mayoría de lugares del mundo.                                            |
| 1 de mayo                                       | Día Internacional de los Trabajadores | يوم العمال           | Conocido localmente como "Eid Al Oumal", se trata de una festividad celebrada anualmente que celebra los logros de los trabajadores.         |
| 16 de diciembre                                 | Día nacional                          | اليوم الوطني         | Día nacional de Baréin. |
| 17 de diciembre                                 | Día de la toma de posesión            | يوم الجلوس           | Día en el que el emir Isa bin Salman al Khalifa asumió su título.                                                                            |
| Primer día del Muharram                         | Año nuevo musulmán                    | رأس السنة الهجرية    | Año Nuevo según el calendario musulmán. |
| Noveno y décimo día del Muharram                | Día de Ashura                         | عاشوراء              | Conmemora el martirio de Imam Hussein. |
| Duodécimo día del Rabi' al-Awwal                | Natalicio del profeta Mahoma          | المولد النبوي        | Conmemora el día del nacimiento del profeta Mahoma, que es también celebrado en la mayoría de los lugares del mundo árabe.                   |
| Primer, segundo y tercer día del Shawwal        | Eid al-Fitr                           | عيد الفطر            | Conmemora el final del Ramadán. |
| Noveno día del Du l-hiyya                       | Día de Arafa                          | يوم عرفة             | Se trata de la conmemoración del sermón final de Muhammad y la terminación del mensaje del islam.                                            |
| Décimo, undécimo y duodécimo día del Du l-hiyya | Fiesta del Cordero                    | عيد الأضحى           | Conmemora el deseo de Abraham de sacrificar a su hijo. Se conoce también como la Gran Fiesta, que se celebra del décimo al decimotercer día. |

### Música
El estilo musical de Baréin es similar al de sus vecinos. El estilo musical Khaliji, que es música folclórica, es popular en el país. El estilo sawt, que consiste en una forma compleja de música urbana, interpretada por un Oud (laúd punteado), un violín y mirwas (un tambor), también es popular en Baréin[336]. Ali Bahar fue uno de los cantantes más famosos de Baréin. Interpretaba su música con su banda Al-Ekhwa (Los Hermanos). En Baréin se instaló el primer estudio de grabación de los países del Golfo Pérsico.

## Deporte

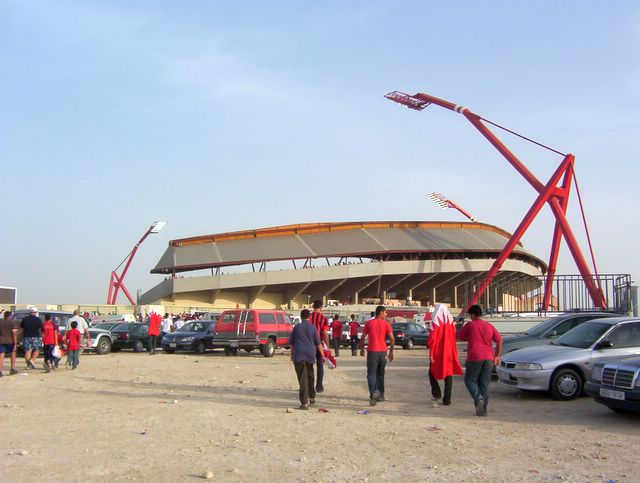
Exterior del Estadio Nacional de Baréin.

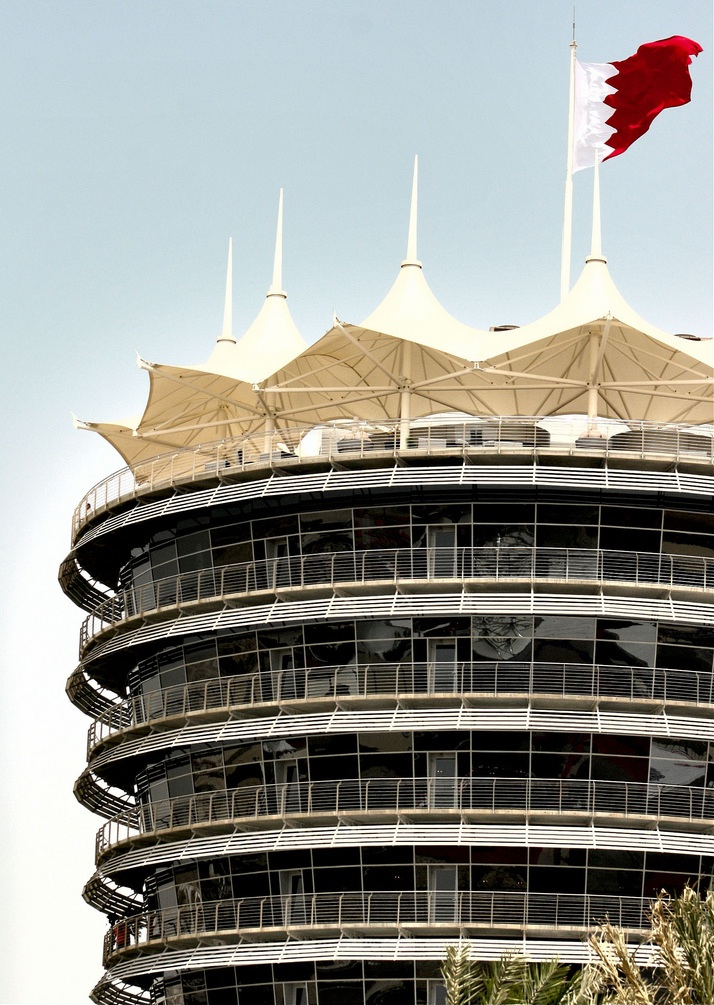
Estrado principal del Circuito Internacional de Baréin de Fórmula 1.

Las principales actividades deportivas de Baréin tienen que ver con el fútbol y con las competiciones automovilísticas.
Su selección de fútbol nunca se ha clasificado para una Copa Mundial, aunque estuvo cerca cuando disputó el repechaje en 2006 y 2010, quedando eliminado ante Trinidad y Tobago y Nueva Zelanda respectivamente. Ha disputado 6 ediciones de la Copa Asiática, siendo su mejor presentación en 2004 cuando quedó en cuarto lugar. A nivel nacional, existe la Liga Premier de Baréin, fue fundada en 1956 y su equipo más laureado es el Muharraq Club con 34 conquistas.
También Baréin es sede de una competición de Fórmula 1 en Oriente Medio, que se celebra en el Circuito Internacional de Baréin. Comenzó acogiendo el Gulf Air Grand Prix el 4 de abril de 2004, el segundo celebrado en un país árabe junto a Malasia. La carrera la ganó Michael Schumacher para la Scuderia Ferrari. La continuación llegó con el Gran Premio de Baréin en 2005. Baréin abrió la temporada del 2006 el 12 de marzo. Fernando Alonso de Renault F1 se alzó con el premio en ambas ocasiones. En 2007 y 2008, el piloto de la escudería de Ferrari, Felipe Massa, fue el ganador del gran premio, siendo de nuevo Fernando Alonso el ganador en 2010, esta vez pilotando también un monoplaza de la Scuderia Ferrari.
El gran premio de 2011, previsto para el 13 de marzo, y que suponía el arranque de la temporada, tuvo que suspenderse debido a las revueltas populares, siendo la primera vez en la historia de la Fórmula 1 que tiene que suspenderse un Gran Premio por razones políticas.

### Citas
1. ↑  «Baréin, sin h y con tilde, grafía adecuada». Fundéu BBVA. 16 de febrero de 2012.
2. 1 2 3 4  CIA. «Baréin - Geografía - Libro Mundial de Hechos». Consultado el 9 de febrero de 2017.
3. 1 2  Referencia vacía (ayuda)
4. 1 2  https://data.worldbank.org/country/bahrain?view=chart
5. ↑  Programa de las Naciones Unidas para el Desarrollo (PNUD), ed. (6 de mayo de 2025). «Human Development Insights» (en inglés). Consultado el 12 de mayo de 2025.
6. ↑  «UNGEGN List of Country Names».
7. ↑  La traducción al español del nombre oficial puede variar. Según el Diccionario panhispánico de dudas, la versión del mismo debería ser Reino de Baréin, al ser este más próxima a las normas y convenciones de la ortografía española como lo marca la RAE. Sin embargo, el Grupo de Expertos de las Naciones Unidas en Nombres Geográficos, que consensúa los nombres traducidos con las autoridades de cada país, publica que la variante Reino de Bahrein es la que debe utilizarse en al menos contextos oficiales y diplomáticos para el idioma español.
8. ↑  «Estados Miembros de las Naciones Unidas». Consultado el 17 de junio de 2024.
9. ↑  Baxter, Elsa (13 de junio de 2009). «Project overview: Qatar-Bahrain Causeway». constructionweekonline.com.
10. ↑  The Lost Land Archivado el 6 de octubre de 2014 en Wayback Machine., John Lawton, Saudi Aramco World.
11. ↑  The Consolidation of Iran's frontier on the Persian Gulf in the nineteenth century, Lawrence G. Potter, War and Peace in Qajar Persia: Implications Past and Present, ed. Roxane Farmanfarmaian, (Routledge, 2008), 132.
12. ↑  CNN Wire Staff. «Bahrain says ban on protests is response to rising violence». CNN. Archivado desde el original el 29 de marzo de 2013.
13. ↑  Nations, United. Human Development Index (en inglés). United Nations. Consultado el 1 de julio de 2025.
14. ↑  «Ministry of Foreign Affairs, Bahrain – International Organisations». Ministry of Foreign Affairs, Bahrain.
15. ↑  Bahrain Becomes a 'Major Non-NATO Ally'.. Voice of America. 26 de octubre de 2001.
16. ↑  «Bahrain's economy praised for diversity and sustainability». Bahrain Economic Development Board. Archivado desde el original el 28 de diciembre de 2010.
17. ↑  «Qal'at al-Bahrain – Ancient Harbour and Capital of Dilmun». UNESCO World Heritage Centre. 15 de julio de 2005.
18. ↑  «Pearling, testimony of an island economy». World Heritage Committee, UNESCO.
19. ↑  «Bahrain – Home of Motorsport in the Middle East». Archivado desde el original el 26 de febrero de 2011.
20. 1 2  Faroughy, Abbas. The Bahrein Islands (750–1951): A Contribution to the Study of Power Politics in the Persian Gulf. Verry, Fisher & Co. (New York), 1951.
21. ↑  Room, Adrian (2006). Placenames of the World: Origins and Meanings of the Names for 6,600 Countries, Cities, Territories, Natural Features, and Historic Sites. McFarland. ISBN 978-0-7864-2248-7.
22. ↑  Houtsma, M. Th. (1960). «Baḥrayn». Encyclopedia of Islam I. Leiden: E.J. Brill. p. 941.
23. ↑  Holes, Clive (2001). «Dialect, Culture, and Society in Eastern Arabia: Glossary». Clive Holes. pp. XIX. ISBN 9004107630.
24. ↑  «Bahrain». TeachMideast (en inglés estadounidense). Consultado el 21 de abril de 2022.
25. ↑  First encyclopaedia of Islam 1913–1936. E.J. Brill. 1993. p. 584. ISBN 978-90-04-09796-4.
26. ↑  «Bahrain Human Development Report 2018». Bahrain Human Development Report 2018.
27. ↑   Security and Territoriality in the Persian Gulf: A Maritime Political Geography By Pirouz Mojtahed-Zadeh, page 119
28. ↑  Robert G. Hoyland, Arabia and the Arabs: From the Bronze Age to the Coming of Islam, ed. Routledge 2001, pág. 28
29. ↑   Conflict and Cooperation: Zoroastrian Subalterns and Muslim Elites in... Por Jamsheed K. Choksy, 1997, pág. 75
30. ↑  Curtis E. Larsen. Life and Land Use on the Bahrain Islands: The Geoarchaeology of an Ancient Society University Of Chicago Press, 1984.
31. ↑  Cyril Glasse, New Encyclopedia of Islam, pág. 245. Rowman Altamira, 2001. ISBN 0-7591-0190-6
32. ↑  «Qarmatiyyah». Overview of World Religions. St. Martin's College. Archivado desde el original el 28 de abril de 2007. Consultado el 3 de marzo de 2009.
33. ↑   "Black Stone of Mecca." Encyclopædia Britannica. 2007. Encyclopædia Britannica Online. 25 de junio de 2007 <https://web.archive.org/web/20080103174218/http://www.britannica.com/eb/article-9015514>.
34. ↑  Juan Cole, Sacred Space and Holy War, IB Tauris, 2007
35. ↑  Smith, G.R. "Uyūnids." Encyclopaedia of Islam. Ed. P. Bearman, Th. Bianquis, C.E. Bosworth, E. van Donzel y W.P. Heinrichs. Brill, 2008. Brill Online. 16 de marzo de 2008  Archivado el 1 de abril de 2020 en Wayback Machine.
36. ↑  Rentz, G. "al- Baḥrayn." Encyclopaedia of Islam. Ed. P. Bearman, Th. Bianquis, C.E. Bosworth, E. van Donzel y W.P. Heinrichs. Brill, 2008. Brill Online. 22 de junio de 2009  Archivado el 17 de mayo de 2020 en Wayback Machine.
37. ↑  Juan R. I. Cole, "Rival Empires of Trade and Imami Shiism in Eastern Arabia, 1300-1800", International Journal of Middle East Studies, Vol. 19, No. 2. (Mayo de 1987), pp. 177-203, en p. 179, con JSTOR.
38. ↑  Rentz, "al- Baḥrayn."
39. ↑  Juan R. I. Cole, Rival Empires of Trade and Imami Shiism in Eastern Arabia, 1300-1800, pág. 186, through JSTOR.
40. ↑  X. De Planhol
41. ↑  Juan R. I. Cole, "Rival Empires of Trade and Imami Shiism in Eastern Arabia, 1300-1800", p. 194
42. ↑  Bahrain Timeline BBC
43. 1 2  «Baréin: mujeres a las urnas». BBC 09.05.2002. 2002. Consultado el 3 de mayo de 2008.
44. ↑  «Bahrain | Freedom House». web.archive.org. 19 de julio de 2018. Archivado desde el original el 19 de julio de 2018. Consultado el 9 de diciembre de 2023.
45. ↑  Grewal, Sandeep Singh (5 de diciembre de 2017). «Bahrain News: Run-off for 31 seats after first round of Bahrain's elections». www.gdnonline.com. Consultado el 9 de diciembre de 2023.
46. ↑  «Record number of Bahraini women enter parliament». Al Jazeera (en inglés). Consultado el 9 de diciembre de 2023.
47. ↑  «Al-Wefaq Announces Failure of Elections: 30% Turnout at Most, Int�l Community Should Respect Bahraini People�s Will». Bahrain Mirror (en inglés). Consultado el 9 de diciembre de 2023.
48. ↑  «Bahrain Sa'id 'Abd al-Rasul al-Iskafi». Amnesty International. 27 de septiembre de 1995. Archivado desde el original el 16 de enero de 2013. Consultado el 2 de febrero de 2012.
49. ↑  «Routine abuse, routine denial». Human Rights Watch. 1 de junio de 1997. Consultado el 2 de febrero de 2012.
50. ↑  "Country Reports on Human Rights Practices". United States Department of State. 4 March 2002. Retrieved 5 July 2012.
51. ↑  Bahrain: Promising human rights reform must continue (PDF). Amnesty International. 13 de marzo de 2001. Archivado desde el original el 9 de febrero de 2011. Consultado el 9 de febrero de 2011.
52. ↑  Summary, "Torture Redux: The Revival of Physical Coercion during Interrogations in Bahrain", published by Human Rights Watch 8 February 2010, ISBN 1-56432-597-0, accessed 19 June 2011
53. ↑  «World Report 2011: Bahrain». Human Rights Watch. 2011. Consultado el 5 de octubre de 2012.
54. ↑  «Freedom in Bahrain 2011». Freedom House. 2011. Consultado el 29 de enero de 2012.
55. ↑  «Freedom of the Net 2011 – Bahrain part». Freedom House. 2011.
56. ↑  «RWB Press Freedom Index 2002». Reporters Without Borders. 2002. Archivado desde el original el 4 de marzo de 2016. Consultado el 29 de enero de 2012.
57. ↑  «RWB Press Freedom Index 2010». Reporters Without Borders. 2010. Archivado desde el original el 4 de marzo de 2016. Consultado el 29 de enero de 2012.
58. ↑  «FH Press Freedom Index 2011». Freedom House. 2011. Consultado el 29 de enero de 2012.
59. ↑  Elizabeth Dickinson (23 November 2011). "Bahrain commission issues brutal critique of Arab Spring crackdown". The Christian Science Monitor. Retrieved 5 July 2012.
60. ↑  Payne, Ed (17 de abril de 2012). «Amnesty report: Bahrain reforms are 'flawed,' 'inadequate'.». CNN. Archivado desde el original el 12 de mayo de 2012. Consultado el 7 de julio de 2012.
61. ↑  "Bahrain police 'continue to torture detainees'". BBC. 29 April 2012. Retrieved 5 July 2012.
62. ↑  Oficina del Alto Comisionado para los Derechos Humanos (lista actualizada). «Lista de todos los Estados Miembros de las Naciones Unidas que son parte o signatarios en los diversos instrumentos de derechos humanos de las Naciones Unidas» (web) (en inglés).
63. ↑  Pacto Internacional de Derechos Económicos, Sociales y Culturales, vigilado por el Comité de Derechos Económicos, Sociales y Culturales.
  - CESCR-OP: Protocolo Facultativo del Pacto Internacional de Derechos Económicos, Sociales y Culturales (versión pdf).
64. ↑  Pacto Internacional de Derechos Civiles y Políticos, vigilado por el Comité de Derechos Humanos.
  - CCPR-OP1: Primer Protocolo Facultativo del Pacto Internacional de Derechos Civiles y Políticos, vigilado por el Comité de Derechos Humanos.
  - CCPR-OP2: Segundo Protocolo Facultativo, destinado a abolir la pena de muerte.
65. ↑  Convención Internacional sobre la Eliminación de todas las Formas de Discriminación Racial, vigilada por el Comité para la Eliminación de Discriminación Racial.
66. ↑  Convención Internacional para la protección de todas las personas contra las desapariciones forzadas.
67. ↑  Convención Internacional sobre la Eliminación de todas las Formas de Discriminación contra la Mujer, vigilada por el Comité para la Eliminación de Discriminación contra la Mujer.
  - CEDAW-OP: Protocolo Facultativo de la Convención sobre la Eliminación de todas las Formas de Discriminación contra la Mujer.
68. ↑  Convención contra la tortura y otros tratos o penas crueles, inhumanos o degradantes, vigilada por el Comité contra la tortura.
  - CAT-OP: Protocolo Facultativo de la Convención contra la tortura y otros tratos o penas crueles, inhumanos o degradantes. (versión pdf)
69. ↑  Convención sobre los Derechos del Niño, vigilada por el Comité de los Derechos del Niño.
  - CRC-OP-AC: Protocolo Facultativo de la Convención sobre los Derechos del Niño relativo a la participación en los conflictos armados.
  - CRC-OP-SC: Protocolo Facultativo de la Convención sobre los Derechos del Niño relativo a la venta de niños, la prostitución infantil y la utilización de niños en la pornografía.
  - CRC-OP-CP: Protocolo Facultativo de la Convención sobre los Derechos del Niño relativo al procedimiento de comunicaciones.
70. ↑  Convención internacional sobre la protección de los derechos de todos los trabajadores migratorios y de sus familiares. La convención entrará en vigor cuando sea ratificada por veinte estados.
71. ↑  Convención sobre los Derechos de las Personas con Discapacidad, vigilado por el Comité sobre los Derechos de las Personas con Discapacidad.
  - CRPD-OP: Protocolo Facultativo de la Convención sobre los Derechos de las Personas con Discapacidad.
72. ↑  MacFarquhar, Neil (22 de mayo de 2002). «In Bahrain, Women Run, Women Vote, Women Lose». The New York Times. Consultado el 7 de julio de 2012.
73. ↑  Darwish, Adel (26 de octubre de 2002). «Islamists gain majority in Bahrain». The Telegraph. Consultado el 5 de octubre de 2012.
74. ↑  Jew and Christian amongst 10 women in Shura council Middle East Online
75. ↑  'UN General Assembly to be headed by its third-ever woman president', United Nations, 8 June 2006
76. ↑  Toumi, Habib (27 November 2006). "Women fail to add to the seat won unopposed". Gulf News. Retrieved 4 July 2012.
77. ↑  Toumi, Habib (8 October 2011). "Bahrain women MPs set to make a difference as parliament reconvenes". Gulf News. Retrieved 4 July 2012.
78. ↑  "Bahrain names Jewish ambassador". BBC News. 29 May 2008. Retrieved 4 July 2012.
79. ↑  Toumi, Habib (27 May 2012). "Bahrain urges greater global religious tolerance". Gulf News. Retrieved 4 July 2012.
80. ↑  «Bilateral relations» (en inglés). Ministerio de Asuntos Exteriores de Baréin. Consultado el 19 de junio de 2013.
81. ↑  «Foreign Missions & Accredited Organizations». www.mofa.gov.bh (en inglés estadounidense). Consultado el 2 de julio de 2025.
82. ↑  «Ministerio de Asuntos Exteriores de Baréin» (en inglés). Consultado el 19 de junio de 2013.
83. ↑  «bahrain.bh» [Embassies and consulates].
84. ↑  «Palestine Peace Process» (en inglés). Ministerio de Asuntos Exteriores de Baréin. Consultado el 19 de junio de 2013.
85. ↑  «Member states» (en inglés). Consejo de Cooperación para los Estados Árabes del Golfo. Archivado desde el original el 16 de julio de 2012. Consultado el 19 de junio de 2013.
86. ↑  Michael Youhana (13 de abril de 2012). «A Bahraini Hunger Strike And An Inhumane Argument» (en inglés). Nyulocal. Consultado el 19 de junio de 2013.
87. ↑  «Bahrain slams Iran's claims, suspends gas deal talks» (en inglés). China View. 20 de febrero de 2009. Archivado desde el original el 3 de octubre de 2012. Consultado el 19 de junio de 2013.
88. 1 2 3 4  Pellas, Marc (1 de diciembre de 2021). «Bahrain unreformed» (en inglés). Consultado el 21 de febrero de 2022.
89. 1 2  «Government of Bahrain».
90. ↑  «World Weather Information Service – Bahrain/Manama». Organización Meteorológica Mundial. Consultado el 1 de julio de 2013.
91. 1 2 3 4 5 6 7 8  Towards a Bahrain National Report to the Convention on Biological Diversity. Fuller & Associates. 2005. pp. 22, 23, 28. Archivado desde el original el 17 de enero de 2013.
92. 1 2  «Country profile: Bahrain». Convention on Biological Diversity. Consultado el 24 de junio de 2012.
93. ↑  Willis, R.P. (1963). Geology of the Arabian Peninsula: Bahrain. USGS Professional Paper 560-E. p. E1-E4.
94. ↑  José Antonio de la Fuente; "La Plata de la Nao de China", Museo de Arte Oriental de Salamanca, imprenta comercial Segovia, 2008.
95. ↑  Organización Mundial de la Propiedad Intelectual (2024). «Global Innovation Index 2024: Unlocking the Promise of Social Entrepreneurship». www.wipo.int (en inglés). p. 18. ISBN 978-92-805-3681-2. doi:10.34667/tind.50062. Consultado el 6 de octubre de 2024.
96. ↑  OMPI. «Índice mundial de innovación 2023. La innovación frente a la incertidumbre». www.wipo.int. ISBN 978-92-805-3321-7. doi:10.34667/tind.48220. Consultado el 11 de octubre de 2023.
97. ↑  OMPI. «Índice mundial de innovación 2022». www.wipo.int. Consultado el 28 de marzo de 2023.
98. ↑  «Tourism sector performance» (en inglés). Economic Development Board – Bahrain. Archivado desde el original el 29 de abril de 2013. Consultado el 1 de julio de 2013.
99. ↑  «Qal’at Al Bahrein, antiguo puerto y capital de Dilmun». UNESCO. Consultado el 3 de julio de 2013.
100. ↑  «Popular attractions» (en inglés). Bahrain guide. Archivado desde el original el 23 de septiembre de 2012. Consultado el 1 de junio de 2013.
101. ↑  «Tree of Life, Bahrain» (en inglés). Wondermondo. Archivado desde el original el 3 de octubre de 2012. Consultado el 1 de julio de 2013.
102. ↑  «Tourism» (en inglés). Ministerio de Asuntos Exteriores de Baréin. Consultado el 2 de julio de 2013.
103. ↑  «Bahrain's 'Spring of Culture Festival' opens». TradeArabia News Service (en inglés). Manama: Trade Arabia. 2 de marzo de 2012. Consultado el 2 de julio de 2013.
104. ↑  «Bahrain Spring of Culture 2012 - Andrea Bocelli, Julio Iglesias and more cultural Bahrain highlights» (en inglés). Time Out Bahrain. 27 de febrero de 2012. Consultado el 2 de julio de 2013.
105. ↑  «Grupo Banco Mundial - Bahréin Turismo Internacional».
106. ↑  «"2019 Airport Statistics" (PDF). Civil Aviation Authority.».
107. 1 2  «"Bahrain airport's new passenger terminal to open January 28". Al Arabiya English. 10 January 2021».
108. 1 2  Elsheshtawy, Yasser (27 de mayo de 2008). The Evolving Arab City: Tradition, Modernity and Urban Development (en inglés). Routledge. ISBN 978-1-134-12821-1. Consultado el 7 de diciembre de 2023.
109. ↑  «"Passenger Statistics". King Fahd Causeway Authority.». Archivado desde el original el 17 de enero de 2013. Consultado el 7 de diciembre de 2023.
110. ↑  «"Saudi and Bahrain planning new road and rail causeway". Reuters.».
111. ↑  «"Logistics and Infrastructure". Bahrain Economic Development Board.». Archivado desde el original el 24 de junio de 2012. Consultado el 7 de diciembre de 2023.
112. ↑  «"Bahrain – Transportation". Encyclopedia of the Nations».
113. ↑  «"Getting around Bahrain". Lonely Planet.».
114. 1 2 3  «Bahrain: Languages» (en inglés). Enciclopedia Británica. Archivado desde el original el 12 de agosto de 2014. Consultado el 19 de junio de 2013.
115. ↑  «Living in Bahrain» (en inglés). The British School of Bahrain. Archivado desde el original el 24 de junio de 2012. Consultado el 19 de junio de 2013.
116. ↑  «Bahrain's education system» (en inglés). Ministerio de Asuntos Exteriores de Baréin. Consultado el 2 de julio de 2013.
117. ↑  «Education in Bahrain» (en inglés). Ministerio de Educación de Baréin. Consultado el 2 de julio de 2013.
118. 1 2 3  «History» (en inglés). Ministerio de Educación de Baréin. Archivado desde el original el 16 de agosto de 2013. Consultado el 2 de julio de 2013.
119. ↑  «Bahrain - Largest Cities». geonames.org (en inglés). Consultado el 30 de junio de 2013.
120. ↑  The Report: Bahrain 2008 (en inglés). Oxford Business Group. ISBN 978-1-902339-97-9. Consultado el 8 de diciembre de 2023.
121. ↑  «Arab Advisors Group reveals Bahrain's communications connectivity leading the region | Economic Development Board (EDB) | AMEinfo.com». web.archive.org. 7 de junio de 2011. Archivado desde el original el 7 de junio de 2011. Consultado el 8 de diciembre de 2023.
122. ↑  «"ITU Internet Indicators 2008". International Telecommunication Union.». web.archive.org. 4 de noviembre de 2011. Archivado desde el original el 4 de noviembre de 2011. Consultado el 8 de diciembre de 2023.
123. ↑  «Telecommunication Regulatory Authority Bahrain TRA». web.archive.org. 15 de mayo de 2013. Archivado desde el original el 15 de mayo de 2013. Consultado el 8 de diciembre de 2023.
124. ↑  «The Telecommunications Regulatory Authority (TRA) was established in 2002 promulgating the Telecommunications Law in the Kingdom of Bahrain.». The Telecommunications Regulatory Authority (TRA) (en inglés). Consultado el 8 de diciembre de 2023.
125. ↑  «Keizer, Gregg (17 February 2011). "Bahrain clamps down on Web traffic as violence escalates". Computerworld.».
126. ↑  Salacanin, S. (February 2015). "Oil and gas reserves: how long will they last?". Bq Magazine.
127. 1 2 3 4 5 6 7 8 9 10 11  «UNESCO Science Report (PDF). Paris: UNESCO. 2015. ISBN 978-92-3-100129-1.» [Informe de la UNESCO sobre la ciencia (PDF).París: UNESCO.2015. ISBN 978-92-3-100129-1.].
128. ↑  «WIPO. "Global Innovation Index 2023, 15th Edition". www.wipo.int. Retrieved 29 October 2023.».
129. ↑  «United Arab Emirates Mobile Number Database - numberdatabase». web.archive.org. 13 de agosto de 2021. Archivado desde el original el 13 de agosto de 2021. Consultado el 8 de diciembre de 2023.
130. ↑  Gulf news Artículo del 6 de enero de 2004.
131. 1 2 3  Bloom, Jonathan M. (2009). The Grove Encyclopedia of Islamic Art and Architecture, Volume 2 (en inglés). Oxford University Press. p. 253. ISBN 0-19-530991-X.
132. ↑  Mayssa Fattouh (octubre de 2009). «Bahrain’s Art and Culture Scenes» (en inglés). Nafas, art magazine. Archivado desde el original el 10 de agosto de 2016. Consultado el 2 de julio de 2013.
133. ↑  Aldosari, Ali (2006). Middle East, Western Asia, and Northern Africa (en inglés). Marshall Cavendish Corporation. p. 39. ISBN 9780761475712.
134. 1 2 3  «Bahrain media guide». BBC News (en inglés británico). 16 de agosto de 2011. Consultado el 7 de diciembre de 2023.
135. ↑  «Bahrain media guide». BBC News (en inglés británico). 16 de agosto de 2011. Consultado el 7 de diciembre de 2023.
136. ↑  Frishkopf, Michael (2010). Music and Media in the Arab World. American University in Cairo. pp. 114-116. ISBN 978-977-416-293-0.
137. ↑  Frishkopf, Michael (2010). Music and Media in the Arab World. American University in Cairo. pp. 114-116. ISBN 978-977-416-293-0.